# Wilhelmshavener Häfen

Wilhelmshaven am Jadebusen und Bremerhaven an der Wesermündung

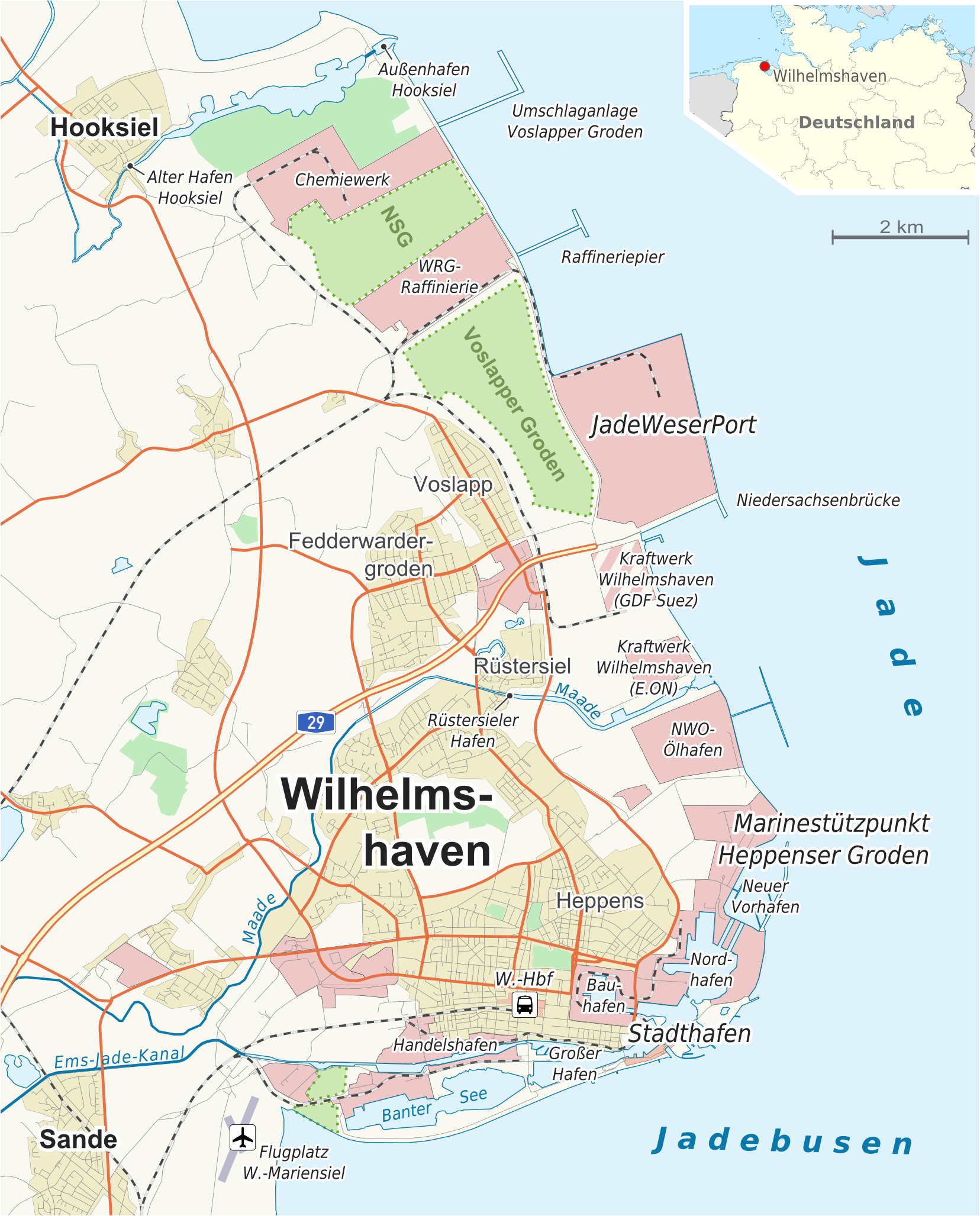
Die Wilhelmshavener Häfen im Überblick

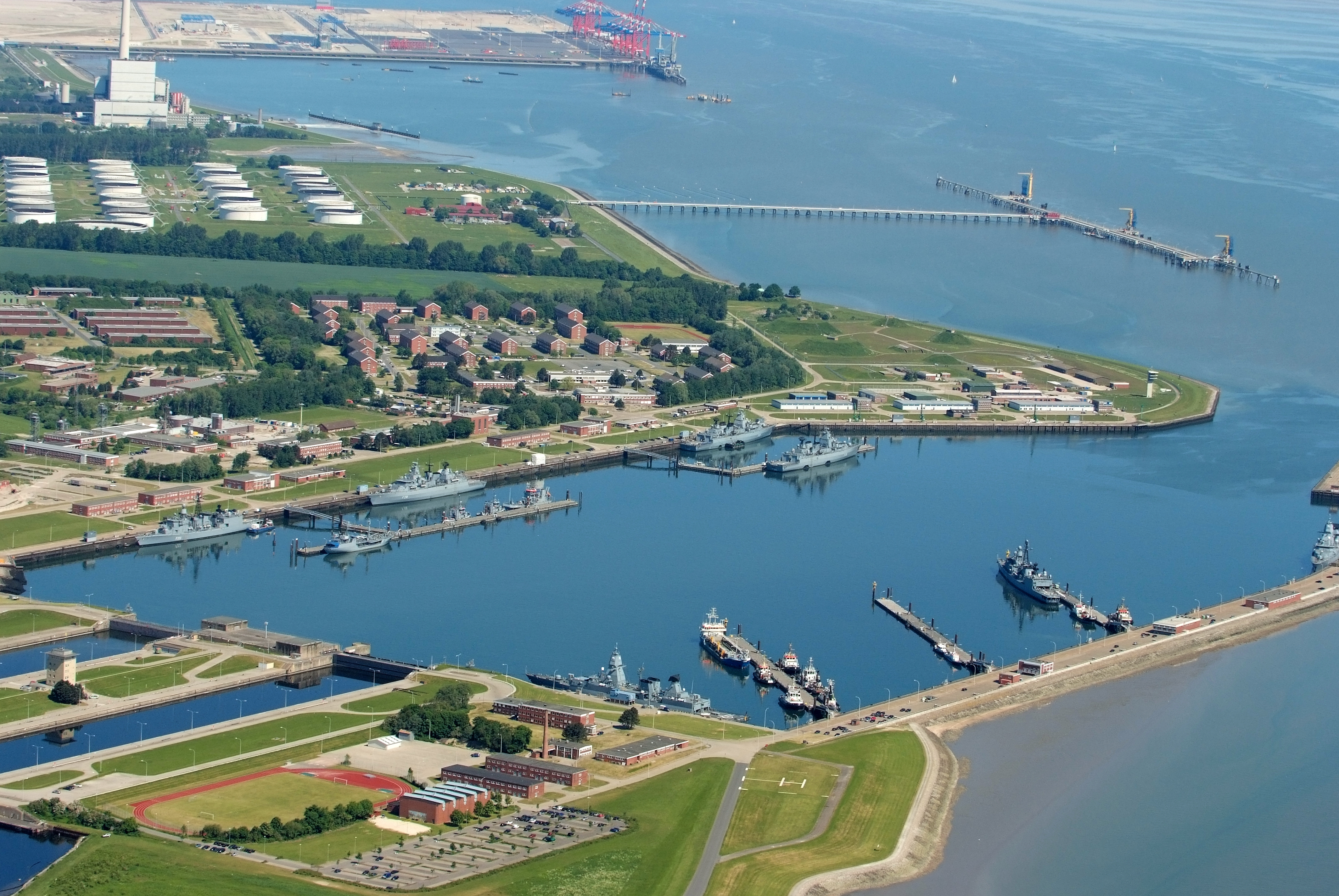
Äußere Häfen aus der Luft: Oben der JadeWeserPort (in Bau), darunter die NWO-Pier mit dazugehöriger Tankfarm, im Vordergrund der Neue Vorhafen mit dem Marinestützpunkt und links unten die Seeschleusen der IV. Einfahrt

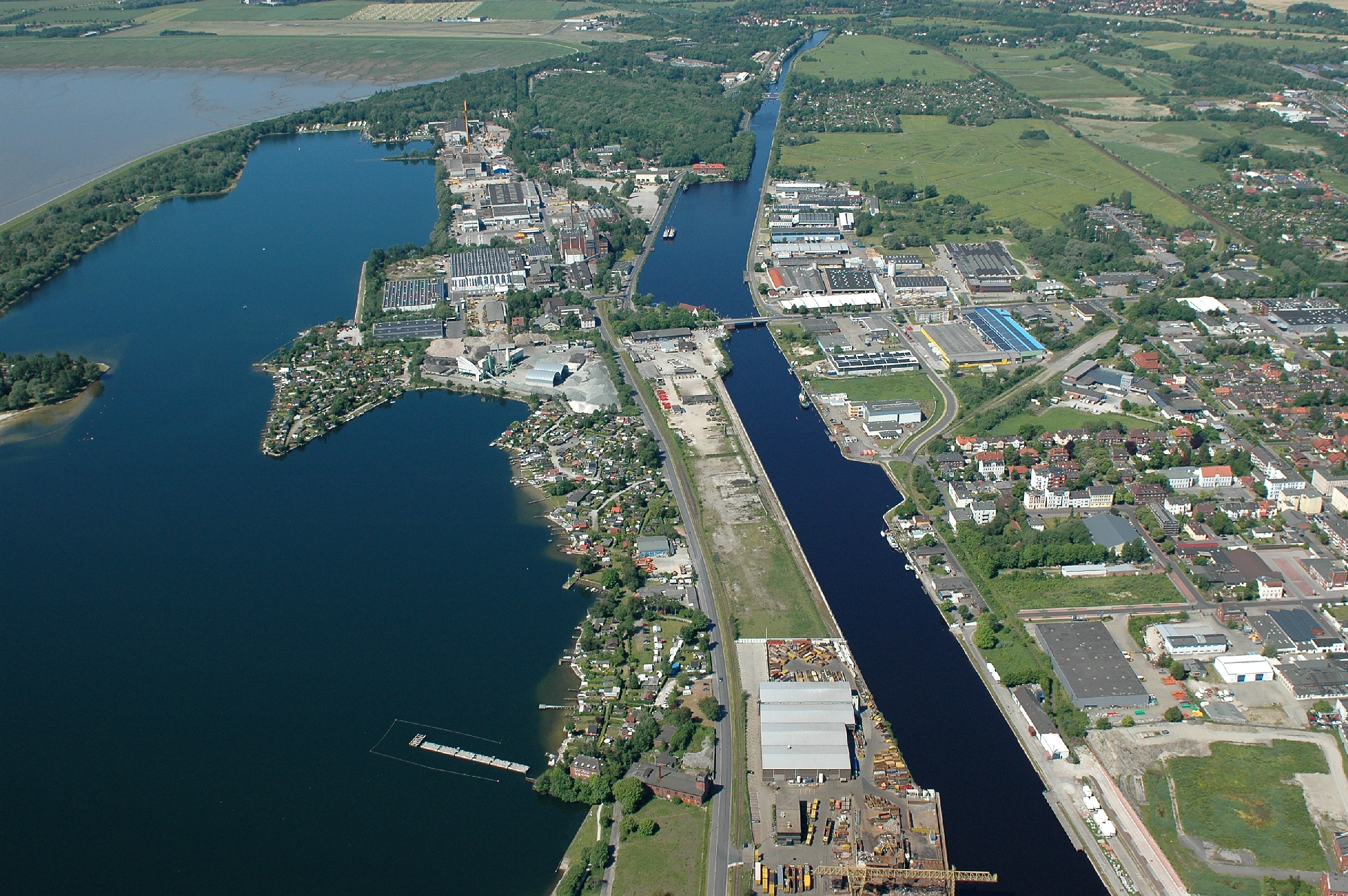
Innenhäfen: Industrieunternehmen am Kanal- und Handelshafen

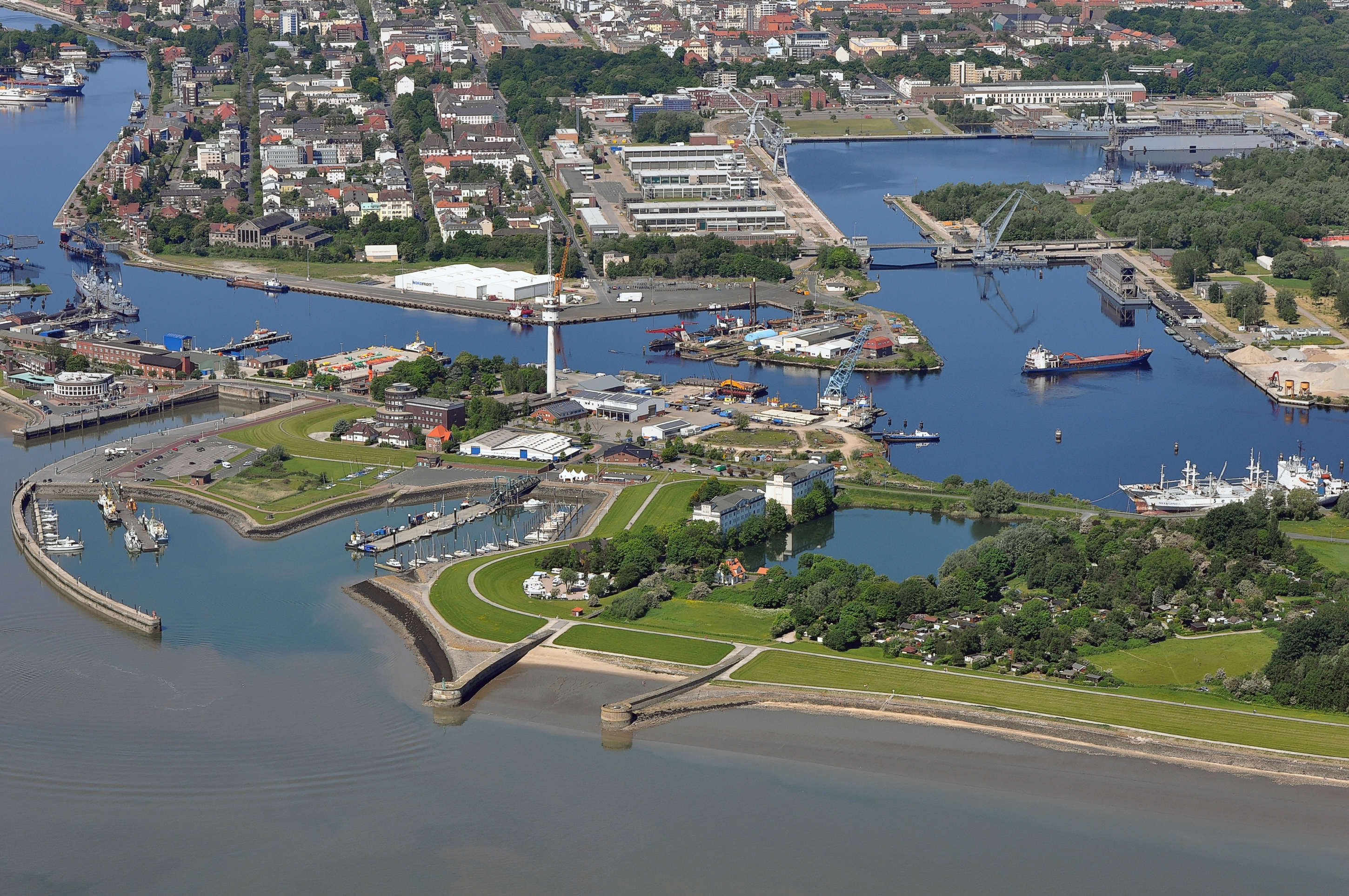
Blick über den inneren Hafen, vorne die Molenköpfe der ehemaligen II. Einfahrt

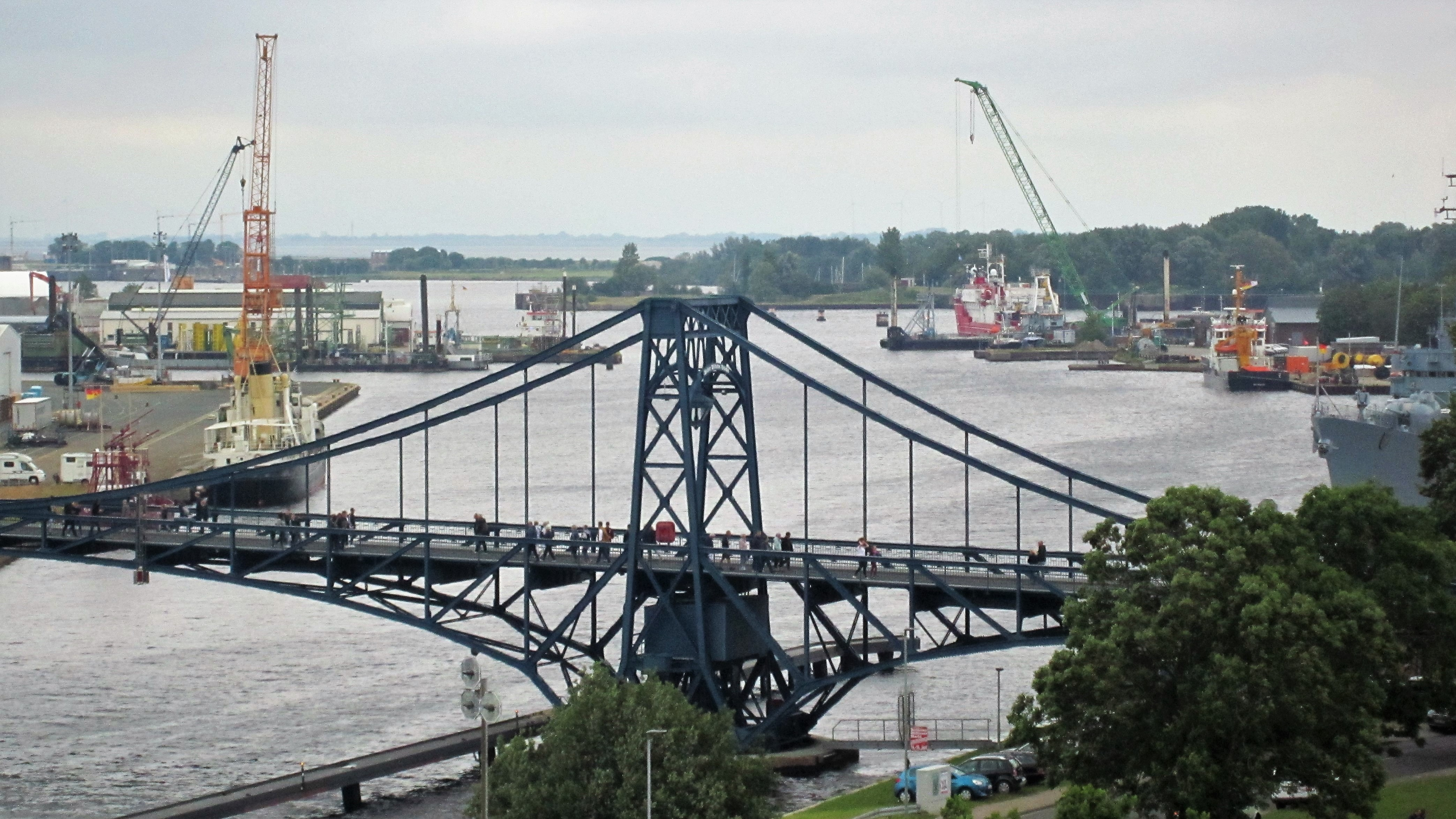
Blick über die Kaiser-Wilhelm-Brücke in den Verbindungshafen

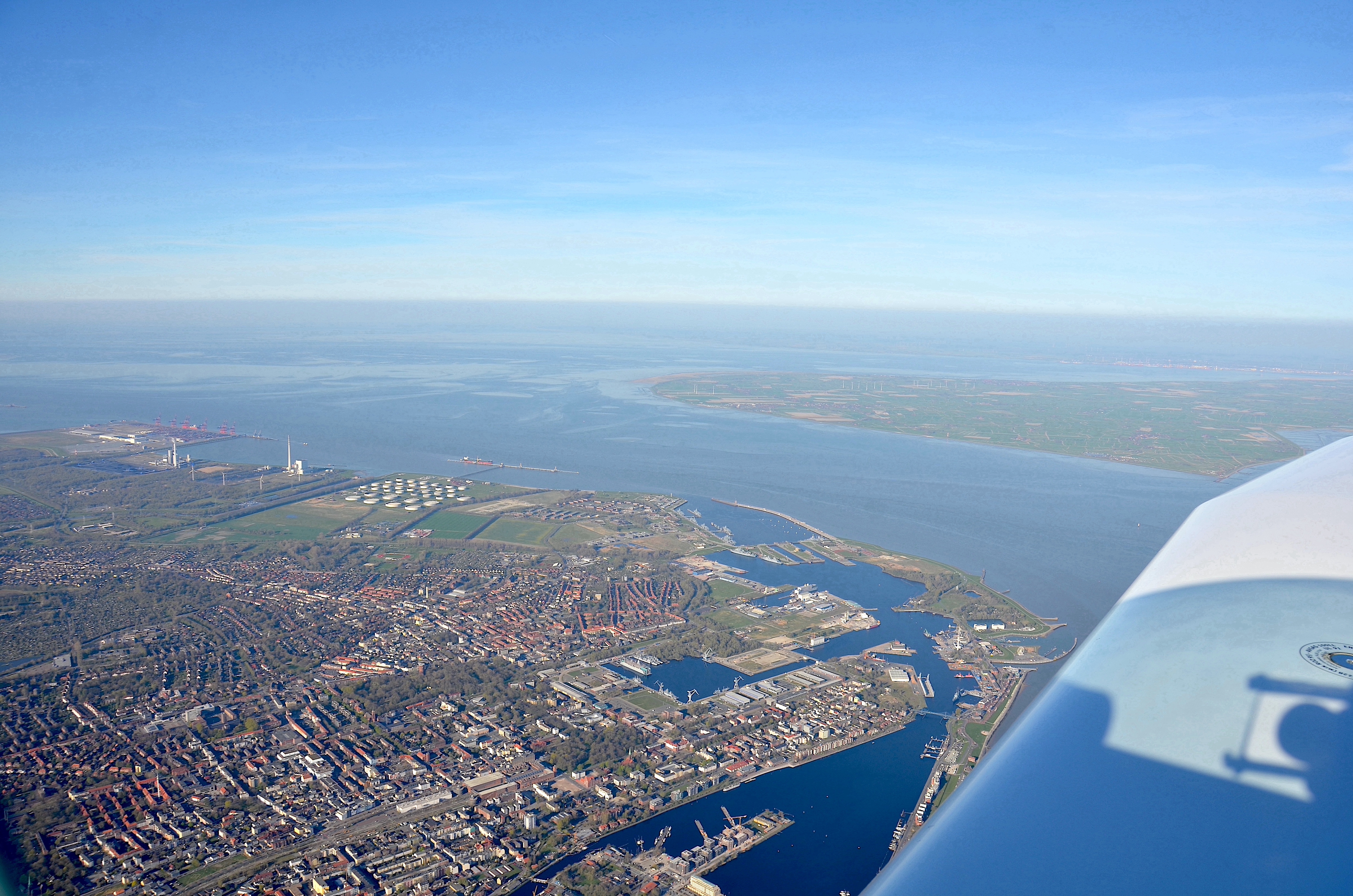
Gesamtansicht Innenjade mit Wilhelmshavener Häfen

Die Wilhelmshavener Häfen bestehen aus verschiedenen Hafenanlagen im Gebiet der Stadt Wilhelmshaven, die sich vom Stadtbereich nach Norden – entsprechend der historischen Entwicklung – untergliedern in: Stadthafen, Nordhafen, Marinestützpunkt Heppenser Groden, NWO-Ölhafen, Niedersachsenbrücke (Kohleentladung), Umschlaganlage Voslapper Groden (Ethylen und andere chemische Rohstoffe), und Container Terminal Wilhelmshaven (CTW) im Hafen- und Logistikgelände JadeWeserPort. Hinzu kommen Kleinhäfen am Jadebusen.

## Wirtschaftliche Bedeutung
Wilhelmshaven besitzt den Seehafen mit der größten Tiefe Deutschlands und ist sein größter Erdölumschlaghafen. Insgesamt 80 % des Rohölumschlags aller deutscher Seehäfen und fast 28 % des deutschen Rohölimports werden über Wilhelmshaven abgewickelt. Von hier verlaufen Ölleitungsverbindungen zu Raffinerien im Rhein-Ruhr-Gebiet und nach Hamburg. Nach dem Hamburger Hafen und den bremischen Häfen verfügen die Wilhelmshavener Häfen über den drittgrößten Umschlag aller deutschen Seehäfen (28,08 Millionen Tonnen im Jahr 2020; 2019: 29,3 Mio. t; 2017: 30,3 Mio. t; 2016: 26,2 Mio. t; 2015: 29 Mio. t; 2014: 24,2 t; 2013: 24,5 Mio. t). 2017 beinhaltete dies 20,3 Mio. t flüssige Massengüter (2013: 19,5 Mio. t), 4,2 Mio. t feste Massengüter (2013: 4,4 Mio. t – davon meist Kohle), 5,84 Mio. t Stückgut (2012: 27.271 t), die den Containerumschlag beinhalten.

2013 wurden im Container-Terminal Wilhelmshaven (CTW) im JadeWeserPort 76.117 TEU umgeschlagen, 2014 waren es auch nur 67.076 TEU. Seit 2015 wird der JadeWeserPort auch im Liniendienst regelmäßig von Containerschiffen angelaufen, der Containerumschlag beim CTW lag im Jahr 2015 bei 426.751 TEU, im Jahr 2016 bei 481.720 TEU, 2017 bei 554.449 TEU, 2018 bei 655.790 TEU, 2019 bei 639.084 TEU und 2020, dem ersten Jahr der COVID-19-Pandemie, 423.243 TEU.
Das tiefe Fahrwasser der Innenjade prägt die Wirtschaft und ist die Basis für Ansiedlungen von Großbetrieben der petrochemischen Industrie, der chemischen Industrie, der stromerzeugenden Industrie sowie weiterer maritimer Wirtschaftszweige (Reparaturwerften, Schiffsausrüstungen usw.).
In Wilhelmshaven befindet sich mit dem Marinestützpunkt Heppenser Groden der größte Marinestützpunkt Deutschlands und einer der größten Marinestützpunkte Westeuropas.

## Geschichte der Wilhelmshavener Häfen

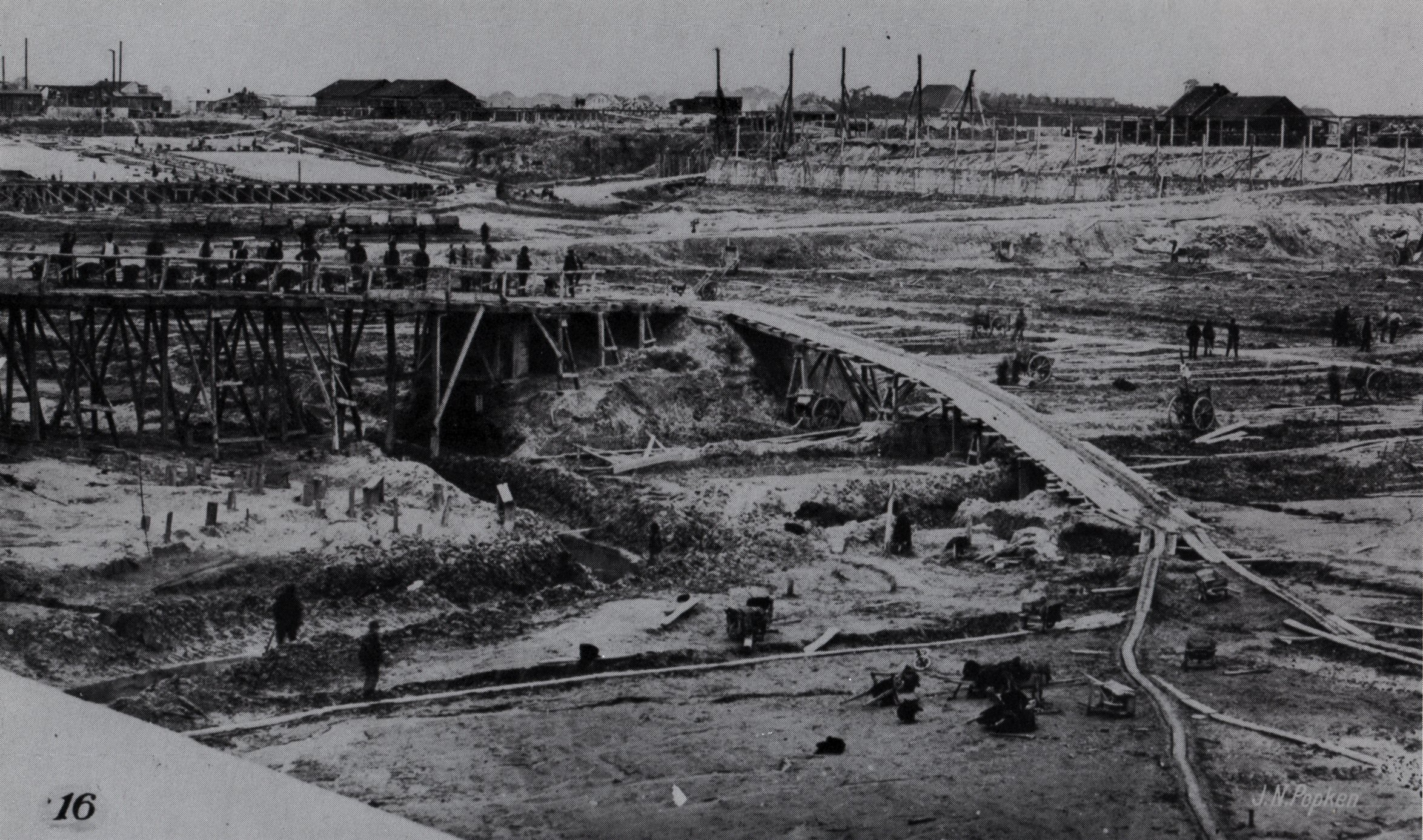
Aushub der Hafen- und Schleusenanlagen, 1860er Jahre

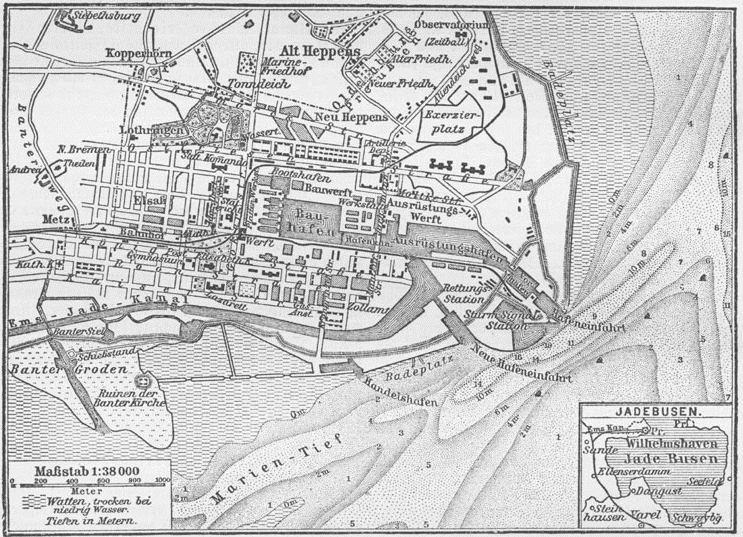
Plan der Hafenanlagen im Jahr 1888

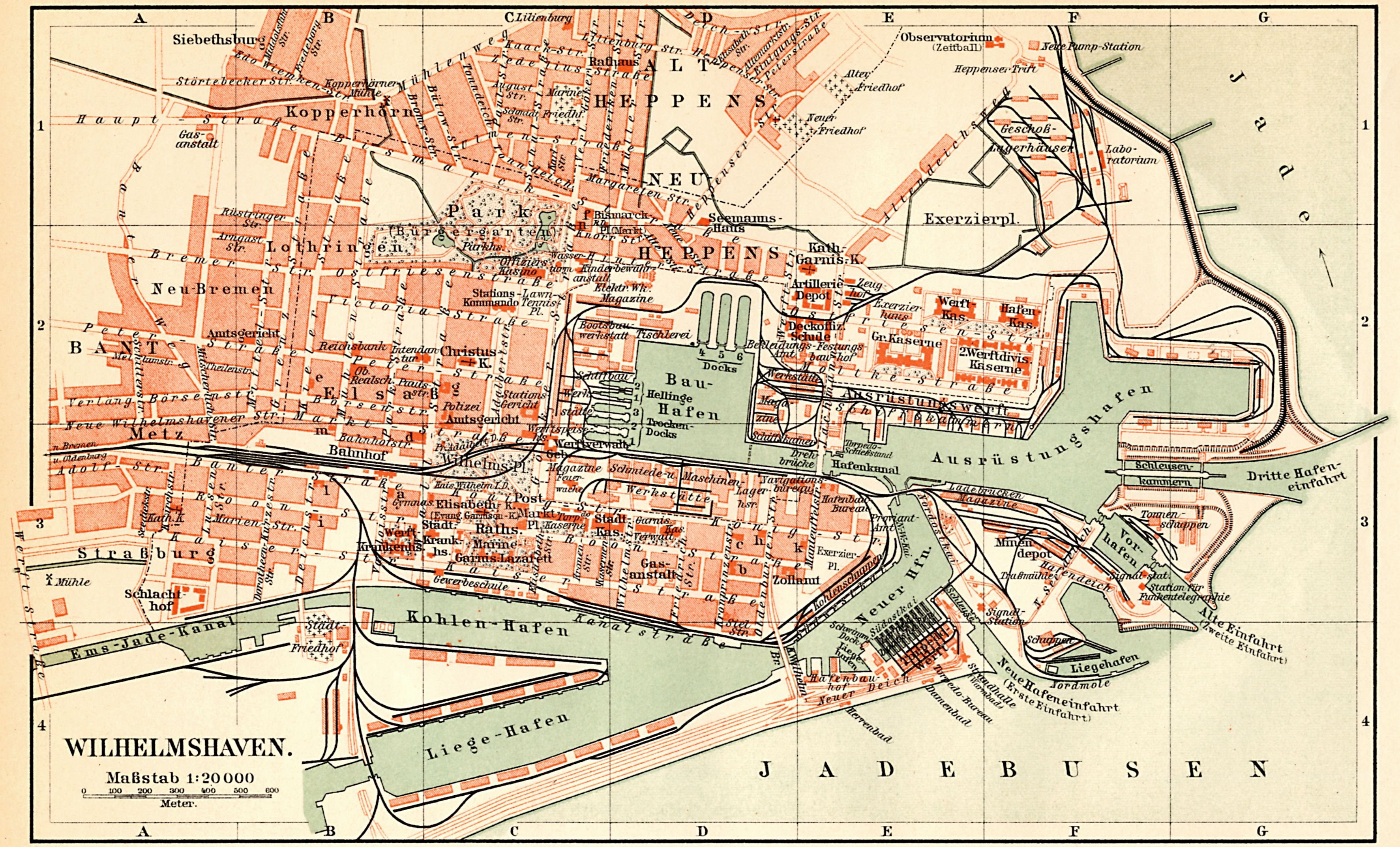
Die Hafenanlagen mit der 1., 2. und 3. Einfahrt 1905

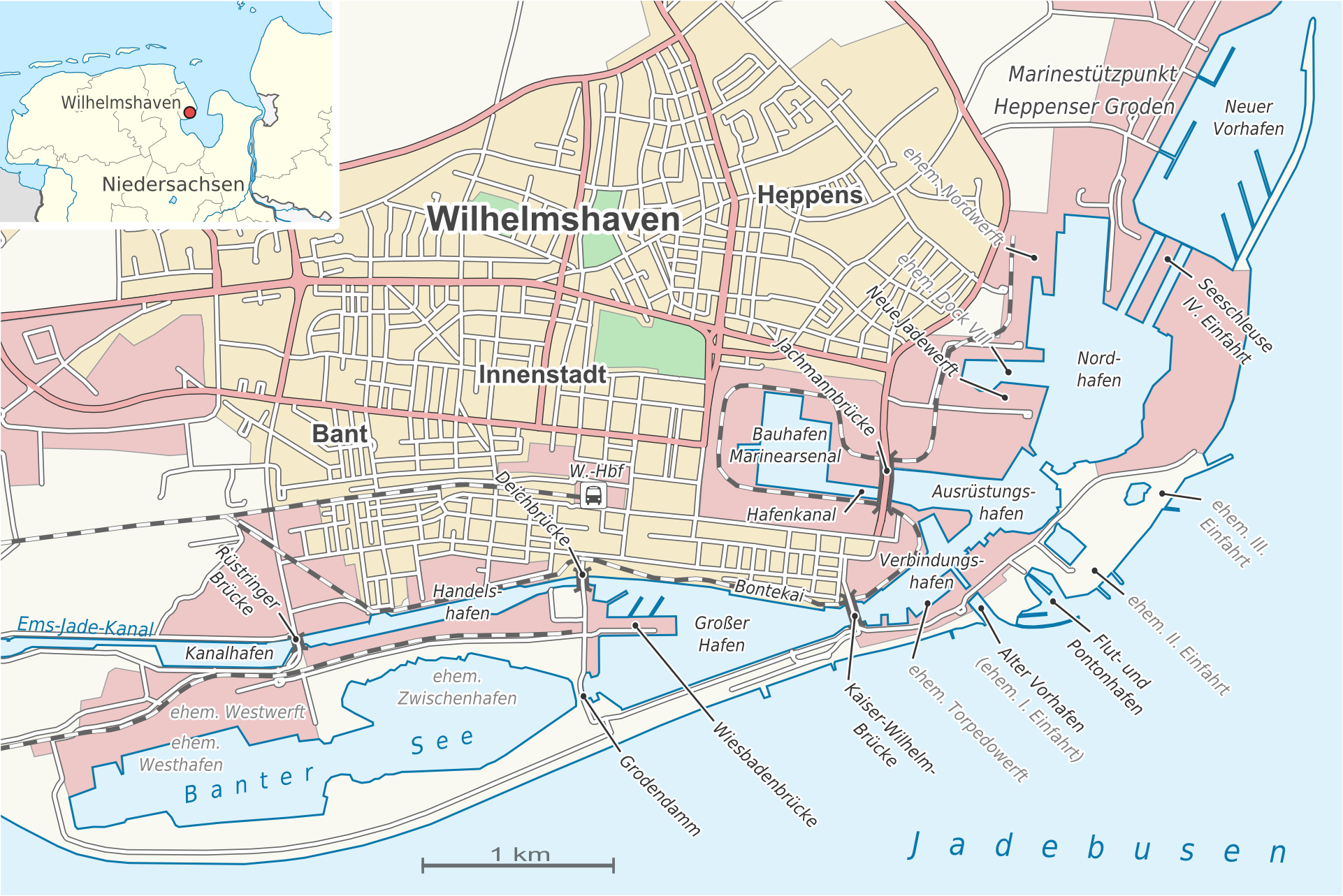
Jetzige Gestalt des inneren Hafenbereichs

Vorbemerkung: Die Bezeichnung einzelner Hafenteile hat sich im Laufe der Zeit zum Teil geändert. Hier werden die heute gebräuchlichen und offiziellen Namen verwendet.
Die Gründung Wilhelmshavens geht auf den Plan Preußens zurück, an der Nordsee einen Marinestützpunkt einzurichten. Zu diesem Zweck erwarb es 1854 von Oldenburg ein kleines als Jadegebiet bezeichnetes Territorium, auf dem neben den militärischen Hafenanlagen auch die Stadt Wilhelmshaven entstand. Die Reichsverfassung von 1871 bestimmte den „Jadehafen“ zum Reichskriegshafen. Die Stadtgeschichte Wilhelmshavens ist seitdem eng mit der Entstehung und Entwicklung der deutschen Marine verbunden. Anfangs bestanden außerhalb der preußischen Stadt Wilhelmshaven mehrere Gemeinden, die zum Land Oldenburg gehörten, und auf deren Gebiet ein Teil der Hafenanlagen lag. Sie bildeten ab 1911 die Stadt Rüstringen, die 1937 mit Wilhelmshaven vereinigt wurde.
In der Anfangsphase des Hafenbaus wurden nur Anlagen errichtet, die für die Marine benötigt wurden. Sie wurden als tidegeschützter Innenhafen gebaut, der über verschiedene Schleusen erreicht werden konnte. Zivile Hafenanlagen waren nicht vorgesehen und wurden von der Marine nicht gewünscht. Erst als nach dem Ersten Weltkrieg die Marine stark verkleinert wurde, stellte sich die Frage nach der zivilen Nutzung freigewordener Einrichtungen, und wirtschaftliche Hafenaktivitäten gewannen langsam an Bedeutung.
Als Bewirtschaftungsgesellschaft wurde 1925 nach langwierigen Verhandlungen zwischen dem Reich, den Ländern Preußen und Oldenburg und den Städten Wilhelmshaven und Rüstringen die Wilhelmshaven-Rüstringer Industriehafen- und Lagerhaus AG (Wrihala) gegründet. Das Reich hatte an die Überlassung seiner Einrichtungen weitreichende Bedingungen geknüpft, die die wirtschaftliche Tätigkeit ebenso beeinträchtigten wie die nach 1929 einsetzende Weltwirtschaftskrise. Als die Marine nach 1933 wieder einen größeren Bedarf an Hafenanlagen entwickelte (Aufrüstung der Wehrmacht), wurde die Auflösung der Wrihala eingeleitet. Viele Einrichtungen wurden an das Reich zurückgegeben, und die Gesellschaft stellte 1934 ihren Betrieb ein.
Vor dem Zweiten Weltkrieg begann eine weitere Ausbauphase. Nach Kriegsende erfolgten umfangreiche Zerstörungen und Demontagen durch die britische Besatzungsmacht. Nach der Gründung der Bundeswehr 1955 erhielt Wilhelmshaven wieder einen Marinestützpunkt. Zugleich begann der Ausbau ziviler Hafenanlagen im Innenhafen und auch am Jadefahrwasser.

### Bauphasen

#### Innerer Hafen
Die inneren Hafenanlagen wurden in mehreren Etappen gebaut. In der Zeit zwischen dem Baubeginn in den 1850er Jahren und dem Ersten Weltkrieg gab es drei Bauabschnitte, die jeweils mit dem Bau einer Hafeneinfahrt verbunden waren.
Während des ersten, 1870 abgeschlossenen Bauabschnitts wurden der heutige Bauhafen und die alte, spätere II. Einfahrt errichtet, die durch einen etwa zwei Kilometer langen Hafenkanal verbunden waren. Von 1873 bis 1886 wurden im Zuge des zweiten Abschnitts die neue, spätere I. Einfahrt, der Ausrüstungshafen und der Neue Hafen gebaut. Außerdem wurde der Ems-Jade-Kanal fertiggestellt und an den Hafen angeschlossen. Der dritte Bauabschnitt begann 1898 und endete 1914. In dieser Zeit entstanden die III. Einfahrt, der Nordhafen, der Große Hafen, der Zwischenhafen und der Westhafen, die heute zusammen den Banter See bilden. Dafür wurden Teile des Jadebusens eingedeicht, indem man die Deichlinie nach Süden verlegte.
Im Zuge der Aufrüstung deutschen Kriegsmarine vor dem Zweiten Weltkrieg begann 1935 eine vierte Ausbauphase, die bis in die frühen 1940er Jahre andauerte. In dieser Zeit entstand die IV. Einfahrt, die bis 1942 teilweise fertiggestellt wurde. Außerdem wurden die Werftanlagen im Nordhafen erheblich ausgebaut. Dazu gehörte auch der Einbau eines Hafentores, um den Nordhafen unabhängig vom übrigen Hafengebiet als Tidehafen nutzen zu können.
Nach dem Ende des Zweiten Weltkriegs beabsichtigte die britische Besatzungsmacht, die inneren Hafenanlagen und die Schleusen von Wilhelmshaven gänzlich zu beseitigen oder unbrauchbar zu machen. Zwischen 1947 und 1950 wurden umfangreiche Demontagearbeiten durchgeführt.

#### Äußerer Hafenbereich
Bereits 1917 gab es Überlegungen, einen Tidehafen außerhalb der Schleusen zu bauen, um das schnelle Ein- und Auslaufen von Flottenverbänden zu erleichtern. Nach Ende des Ersten Weltkriegs konnten diese Pläne nicht in Angriff genommen werden. Erst im Zuge der vierten Ausbauphase wurde mit dem Bau von Hafenanlagen am Jadefahrwasser begonnen. Dazu gehörte die Aufspülung des Heppenser Grodens nördlich der IV. Einfahrt, die 1938 abgeschlossen wurde. Mit der Aufstellung der neuen Bundesmarine ab 1956 wurde dort der Marinestützpunkt Wilhelmshaven neu geschaffen. Seine Liegeplätze befinden sich im Neuen Vorhafen vor der wiederhergestellten IV. Einfahrt.
Als Voraussetzung für weitere Bauten am Jadefahrwasser entstand zwischen 1960 und 1963 der Rüstersieler Groden. Zwischen 1971 und 1974 wurde der Voslapper Groden aufgespült. Beide Gebiete dienen der Industrieansiedlung. Zwischen 1958 und 1981 wurde vor diesen neu gewonnenen Flächen eine Anzahl unterschiedlicher Verladebrücken am Fahrwasser der Außenjade gebaut, und Wilhelmshaven gewann an erheblicher Bedeutung als Einfuhrhafen für Erdöl und andere Massengüter. In den Jahren 2008 bis 2012 wurde der JadeWeserPort errichtet.

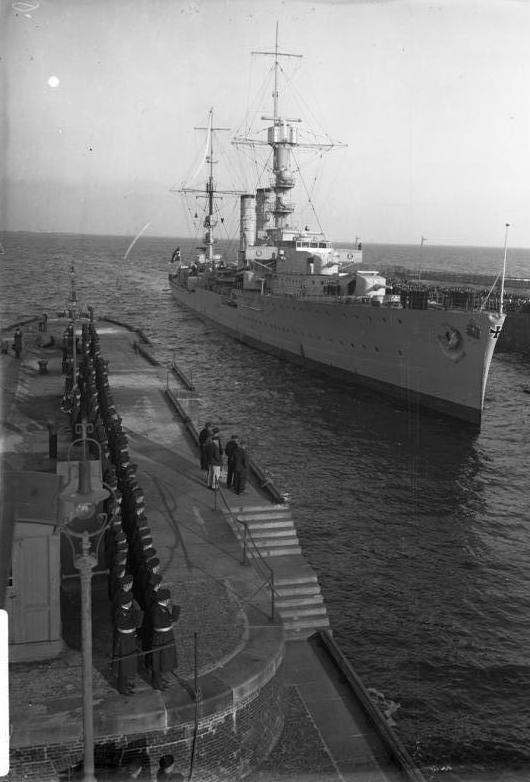
Der Leichte Kreuzer Emden läuft 1929 nach einjähriger Weltreise in die III. Einfahrt ein.

### Ehemalige Hafenanlagen
Einige der im Zuge der britischen Demontage zerstörten Hafenanlagen sind aus unterschiedlichen Gründen nicht wiederhergestellt worden. Außerdem wurde die I. Einfahrt 1965 außer Betrieb genommen, weil sie nach der Wiederherstellung der IV. Einfahrt nicht mehr benötigt wurde und in keinem guten Bauzustand war.

#### I. Einfahrt
Als Verbindung des Binnenhafens zur Nordsee sind vier Seeschleusenanlagen gebaut worden, von denen nur noch eine in Betrieb ist. Diese Anlagen werden als I. bis IV. Einfahrt bezeichnet. Die I. Einfahrt ist die als zweites gebaute Schleusenanlage und wurde anfangs als Neue Einfahrt bezeichnet. Sie wurde zwischen 1875 und 1886 mit einer einzelnen Schleusenkammer gebaut und bildete zugleich den Ausgang des Ems-Jade-Kanals zur Jade. Nach der Fertigstellung der III. Einfahrt wurden 1909 die Einfahrten durchnummeriert, und die Neue Einfahrt erhielt die offizielle Bezeichnung I. Einfahrt.
Die I. Einfahrt wurde nach dem Zweiten Weltkrieg als einzige nicht zerstört, um die Entwässerung des Wilhelmshavener Hinterlandes über den Ems-Jade-Kanal nicht zu unterbrechen. Ihre geringe Größe erlaubte nur einen begrenzten Hafenbetrieb. Nach der Inbetriebnahme der IV. Einfahrt im Februar 1965 wurde die I. Einfahrt mit einer Mauer verschlossen. Ihre äußere Zufahrt bildet den Alten Vorhafen, die innere Zufahrt ist Liegeplatz des Wasserstraßen- und Schifffahrtsamts Weser-Jade-Nordsee (WSA).

#### II. Einfahrt

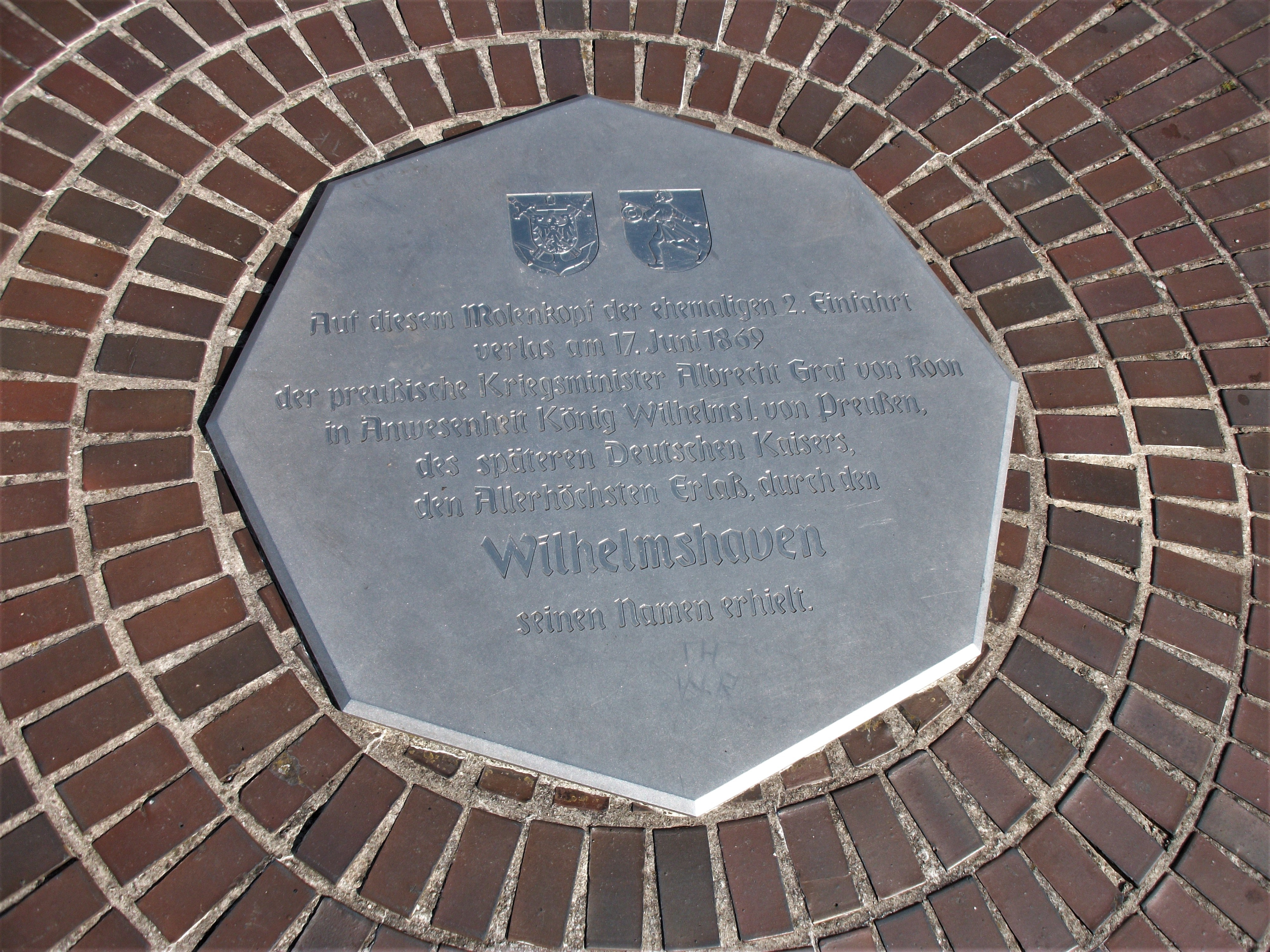
Gedenktafel Namensverleihung Wilhelmshaven auf der Nordmole der Zweiten Einfahrt

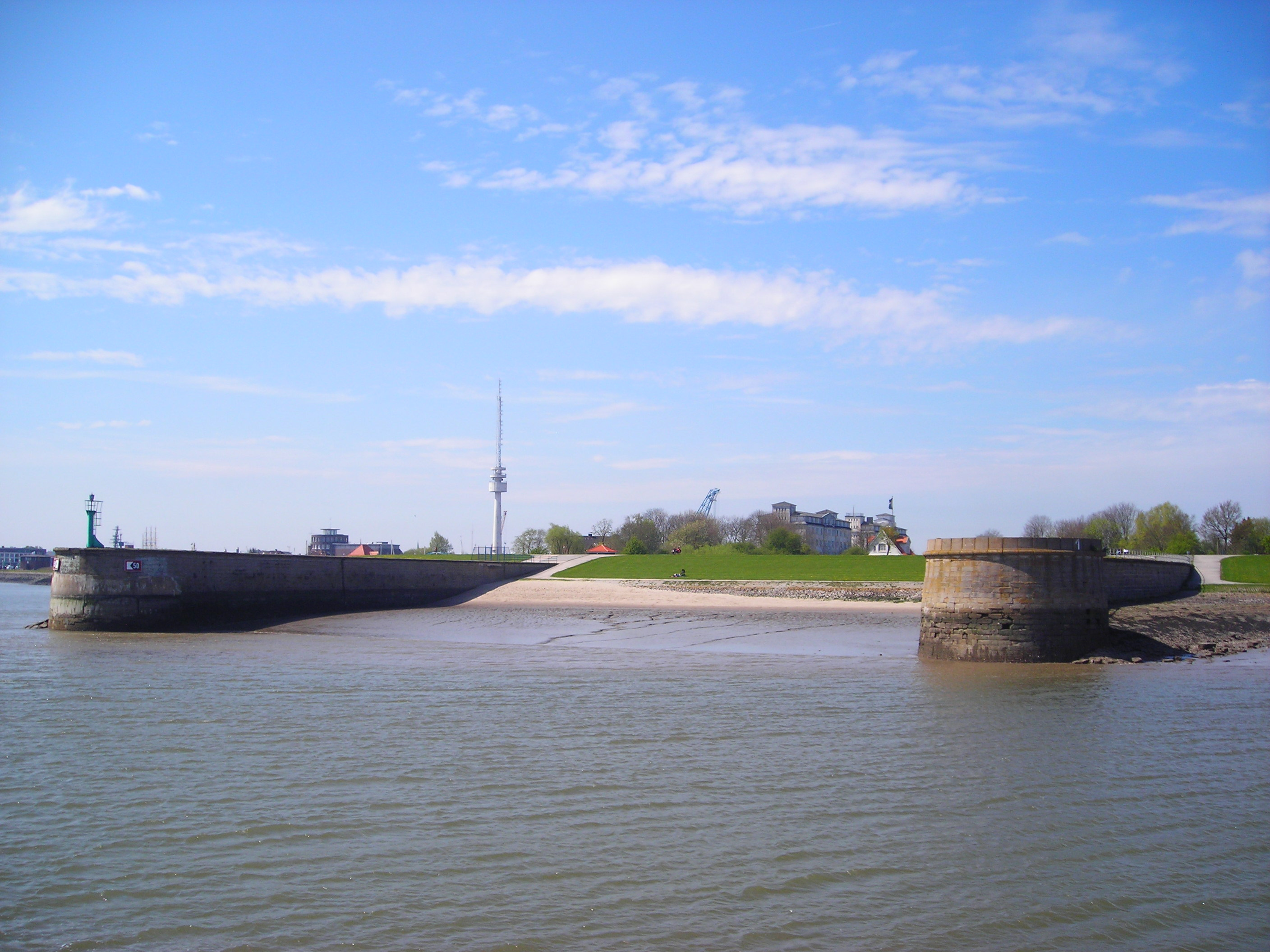
Die ehemalige II. Einfahrt von See aus gesehen

Die heute so bezeichnete II. Einfahrt ist die älteste der Schleusenanlagen. Ihre Schleusenkammer war als ein breites Wendebecken ausgeführt, dessen Zufahrten sehr viel schmaler waren als die Kammer selbst. Sie wurde ab 1856 geplant und bis 1869 fertiggestellt. Mit ihrer Inbetriebnahme am 23. Dezember 1870 begann die Nutzung des ältesten Teils der Wilhelmshavener Häfen. Es zeigte sich schnell, dass die Schleusentore zu schmal waren für die Bedürfnisse des Hafens. Deshalb wurde bald nach ihrer Fertigstellung der Bau einer neuen Einfahrt beschlossen, nach deren Fertigstellung sie zunächst als Alte Einfahrt bezeichnet wurde, bis sie 1909 in II. Einfahrt umbenannt wurde. Nach dem Zweiten Weltkrieg wurde die II. Einfahrt gesprengt und durch einen festen Damm verschlossen.

#### III. Einfahrt
Die Planungen für die III. Einfahrt begannen 1900. Sie wurde von 1906 bis 1909 gebaut und hatte zwei Schleusenkammern von jeweils 250 Metern Länge. Damit konnten auch die neuen Großkampfschiffe der Kaiserlichen Marine den Hafen nutzen. In den 1930er Jahren erhielt die III. Einfahrt die Bezeichnung Tirpitz-Schleuse. Auch die Schleusenanlagen der III. Einfahrt wurden nach 1945 zerstört und verschlossen.

#### Hafenkanal
Der Hafenkanal verband ursprünglich den Bauhafen mit der II. Einfahrt. Er wurde bereits beim 2. Bauabschnitt zum Ausrüstungshafen umgestaltet und ist in seiner alten Form nur noch als Durchfahrt zwischen Ausrüstungshafen und Bauhafen erhalten.

#### Fliegerdeich

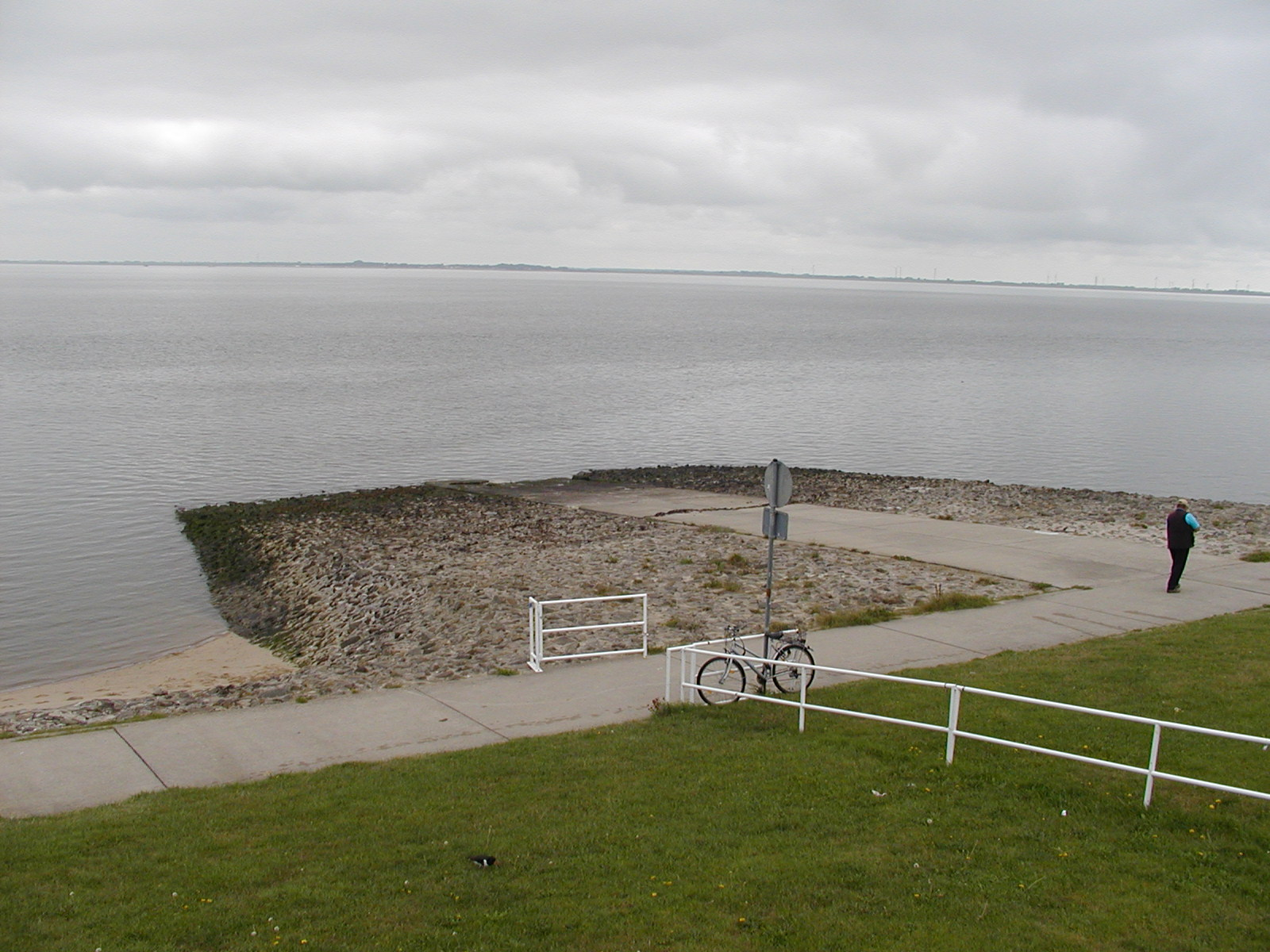
Fliegerdeich WHV Südstrand

Am Südstrand wurde im 1. Weltkrieg eine Rampe für die damals neuen Wasserflugzeuge gebaut, über die sie einfach zwischen Land und Wasser wechseln konnten, aus eigener Kraft oder gezogen. Die Rampe ist heute noch kaum verändert vorhanden. Sie wird aber nicht mehr für Wasserflugzeuge genutzt.

#### Banter See

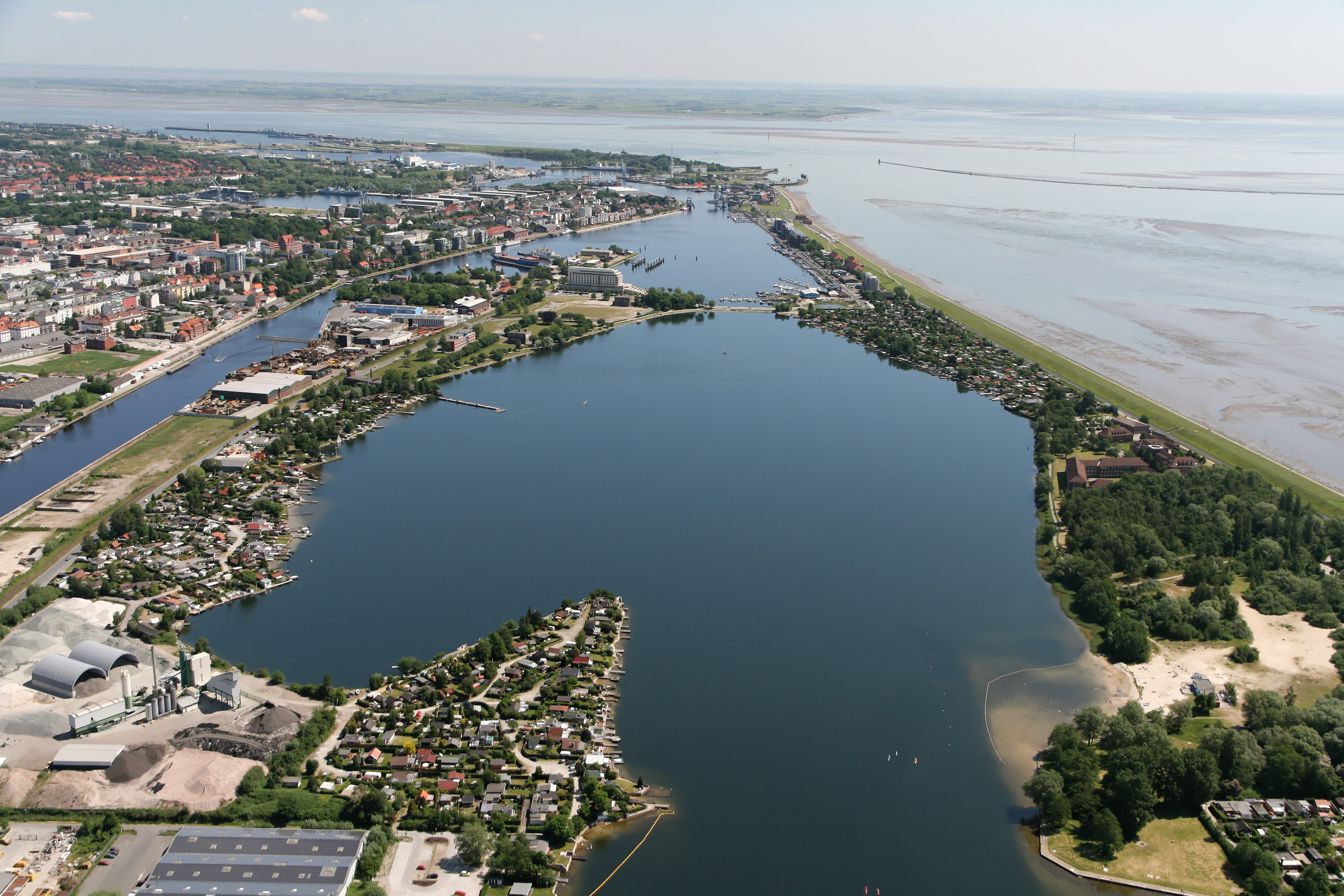
Der Banter See aus der Luft, rechts unten das Strandbad Klein Wangerooge

Der Banter See besteht aus den im Zuge des 3. Bauabschnitts bis 1910 entstandenen Anlagen des Zwischenhafens und des Westhafens. Am Westhafen, dem westlichsten Teil der Hafenanlagen, wurde eine Werft eingerichtet, die als Westwerft oder Uboots- und Torpedobootswerft (Uto-Werft) bezeichnet wurde.
Der Zwischenhafen bildete die Verbindung zwischen dem Großen Hafen und dem Westhafen. In der Nordwestecke des Zwischenhafens befand sich ein großes Schwimmdock der Westwerft für Schiffe bis 40.000 Tonnen. An seinem östlichen Ende befand sich die Durchfahrt zum Großen Hafen, die an der Engstelle von der sogenannten Grodenfähre gequert wurde. 1948 wurde die Grodenfähre eingestellt und die Engstelle durch den Grodendamm verschlossen, um die Nutzung des Zwischen- und Westhafens unmöglich zu machen. Der verbliebene Teil heißt Banter See und ist ein Naherholungsgebiet.

#### Hafentore

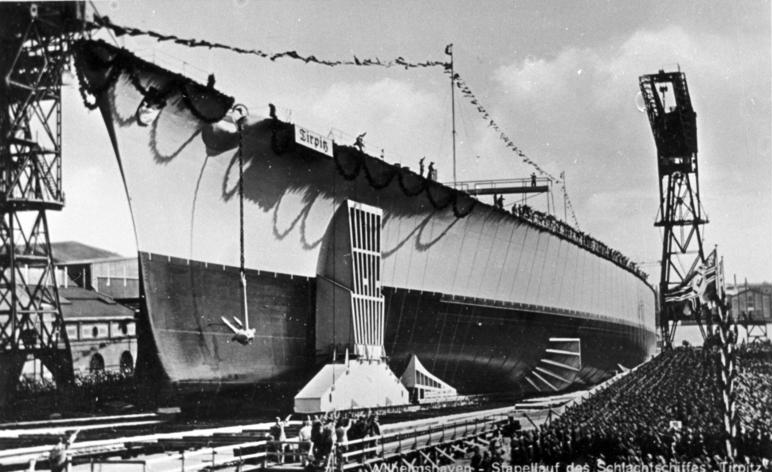
Stapellauf der Tirpitz am 1. April 1939

Um im tideunabhängigen Innenhafen den Wasserstand unterschiedlich regulieren zu können, und damit im Falle eines Deichschadens nicht der gesamte Hafen leerläuft, wurden zwei Hafentore gebaut. Das erste Tor entstand im Zuge des 3. Bauabschnitts zwischen dem alten Hafenteil im Osten und den neuen, westlich gelegenen Hafenbecken.
Das zweite Hafentor wurde während des 4. Bauabschnitts zwischen dem neuen Nordhafen und dem Ausrüstungshafen errichtet und konnte die Hafenanlagen zur IV. Einfahrt hin abriegeln. Damit konnte der gesamte Bereich zwischen dem Hafentor und der IV. Einfahrt als Schleuse benutzt werden. Auf dem Tor sollte eine bewegliche Straßenbrücke als Verbindung zum südlichen Hafenbereich installiert werden.
Beide Hafentore wurden nach Ende des Zweiten Weltkriegs zerstört. Das neue Hafentor wurde durch einen Damm ersetzt, der im Zuge des Wiederaufbaus der IV. Einfahrt wieder entfernt wurde.

### Ehemalige Werften
Weil es in der ersten Hälfte des 19. Jahrhunderts praktisch keine deutschen Seestreitkräfte gab, existierte auch keine Werftindustrie mit Erfahrung im Kriegsschiffbau. Die ersten Kriegsschiffe der ab 1848 aufgebauten preußischen Marine stammten aus dem Ausland, vornehmlich aus Großbritannien. Bereits die ersten Hafenpläne von 1856 sahen vor, im neuen Marinestützpunkt auch eine Werft zu bauen, die zunächst hauptsächlich der Instandhaltung und Reparatur von Schiffen dienen sollte. Diese Werft im Bauhafen reichte später nicht mehr aus, und es kamen weitere Werftanlagen hinzu. Nach dem Ersten Weltkrieg wurde ein Teil der Werftanlagen privatisiert, kehrte jedoch später in den Besitz der Marine zurück. Die privaten Werften waren vor allem mit der Verschrottung von Kriegsschiffen beschäftigt und stellten nach Beendigung dieser Aufgabe ihren Betrieb ein.
Nach dem Zweiten Weltkrieg wurden im Zuge der Demontage und Zerstörung alle Werftanlagen unbrauchbar gemacht. Heute gibt es neben dem Marinearsenal eine mittlere und mehrere kleine Werften in Wilhelmshaven, die nur Reparaturen durchführen.

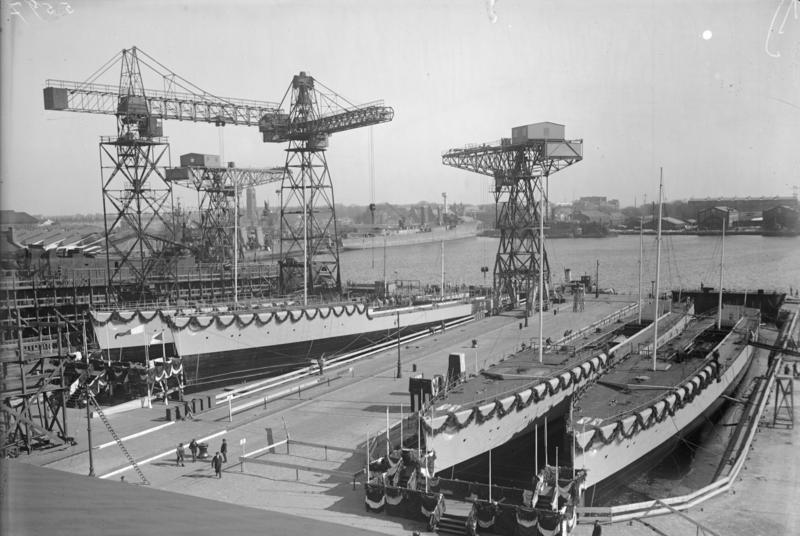
Blick auf den Bauhafen 1928, im Vordergrund zwei Baudocks an der Westseite des Bauhafens mit je zwei neuen Torpedobooten

#### Marinewerft im Bauhafen
Die Marinewerft im Bauhafen entstand ab 1864 als Königliche Werft. Sie nahm 1871 ihre Tätigkeit auf und wurde 1872 in Kaiserliche Werft umbenannt. Der Name änderte sich im Laufe der Zeit in Marinewerft (1919), Reichswerft (1921), Marinewerft Wilhelmshaven (1923), Kriegsmarinewerft Wilhelmshaven (1935) und Marinewerft Wilhelmshaven Naval Dockyard (1945).
An der Westseite des Bauhafens befanden sich drei Baudocks und zwei Hellinge. Auf der Helling 2 entstand Ende der 1930er Jahre das Schlachtschiff Tirpitz als das größte je gebaute deutsche Kriegsschiff. Drei weitere Trockendocks befanden sich an der Nordseite des Bauhafens.
1946 wurde der Werftbetrieb auf Weisung der Besatzungsmacht eingestellt und die Werft demontiert. Mit Ausnahme des Verwaltungsgebäudes und der Schiffbauhalle wurden alle größeren Gebäude abgerissen. Die Docks wurden gesprengt und zugeschüttet. Seit dem 1956 begonnenen Wiederaufbau befindet sich heute das Marinearsenal auf dem Werftgelände.

#### Torpedowerft

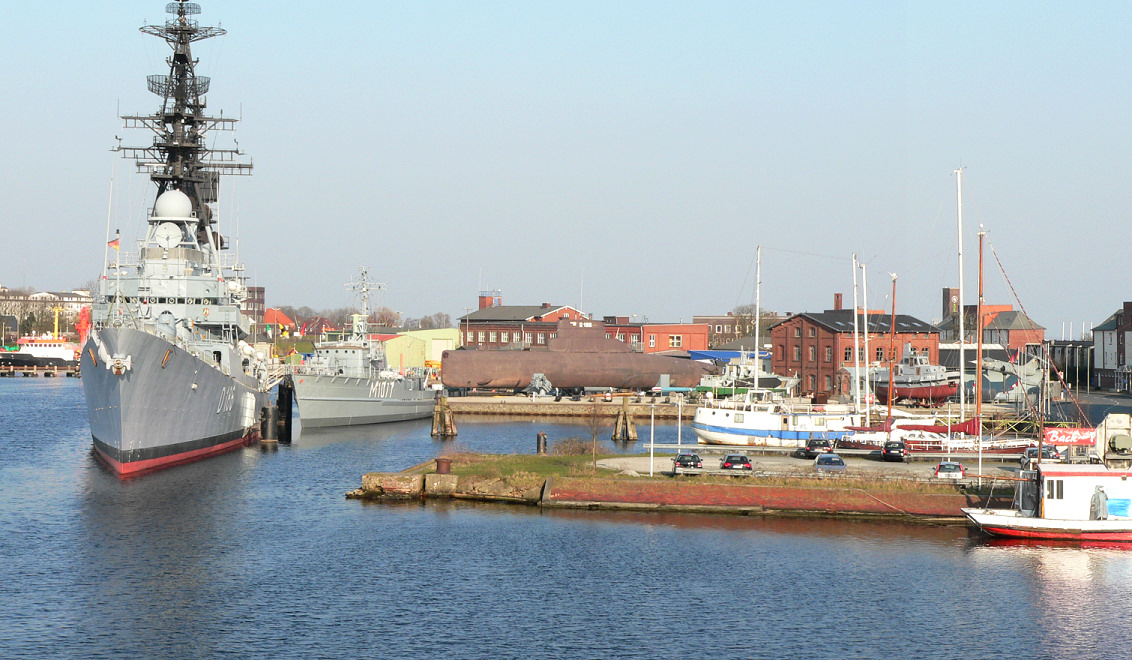
Auf dem Gelände der Torpedowerft befindet sich heute das Marinemuseum. Im Vordergrund Reste der Pieranlagen der Torpedowerft

Schon bald reichten die Kapazitäten im Bauhafen nicht mehr für den Betrieb der wachsenden Kaiserlichen Marine aus. Deshalb wurde um 1880 im Rahmen des 2. Bauabschnitts im Verbindungshafen zwischen der I. und der II. Einfahrt eine Reparaturwerft für kleinere Kriegsschiffe, vor allem für Torpedoboote, gebaut. Diese später als Alte Torpedowerft bezeichnete Einrichtung diente bis in den Zweiten Weltkrieg als Liegeplatz und Instandsetzungseinrichtung für Torpedoboote. Nach Kriegsende wurden die Werkstätten zeitweise von verschiedenen Unternehmen genutzt. 1956 wurde die Werft provisorischer Sitz des Marinestützpunktkommandos Wilhelmshaven, bevor dieses 1968 in den Bereich der IV. Einfahrt umzog. Anschließend übernahm der Tonnenhof des Wasserstraßen- und Schifffahrtsamts Wilhelmshaven die Werkstätten und einen Teil des Geländes. Andere Teile werden vom Deutschen Marinemuseum genutzt.

#### Westwerft
Im Zuge des 3. Bauabschnitts wurde um 1910 im Westhafen eine zunächst als U-Boots- und Torpedobootswerft (Uto-Werft) bezeichnete Werft gebaut, die auf die Instandhaltung der genannten Fahrzeuge spezialisiert war. Nach Ende des Ersten Weltkriegs wurde die Werft als Teil der Deutschen Werke privatisiert, musste jedoch 1924 den Betrieb einstellen und wurde aufgelöst.
Die Kriegsmarine übernahm das Gelände 1937 und ließ eine neue Werft bauen, die Westwerft genannt wurde. Zu ihr gehörte ein 40.000-t-Schwimmdock im Zwischenhafen, in dem auch die größten Schiffe der Kriegsmarine instand gesetzt werden konnten.
Nach dem Ende des Zweiten Weltkriegs wurde die Werft geschlossen und das Dock nach Großbritannien abgeliefert. Die Werfthallen blieben für andere Unternehmen erhalten. Durch den Bau des Grodendamms wurden Zwischen- und Westhafen vom Zugang zur See abgetrennt, um die Nutzung als Werft zu unterbinden.

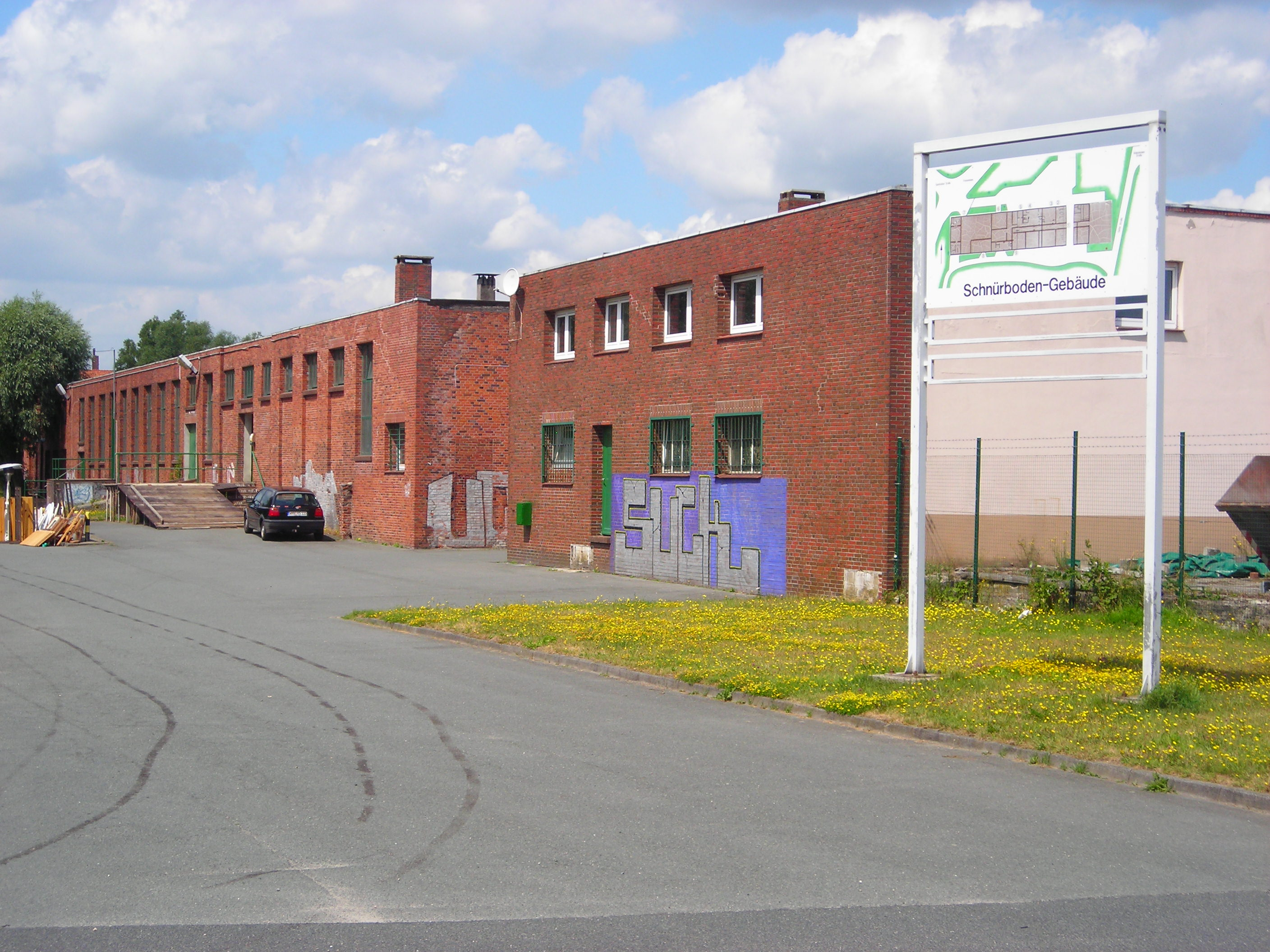
Das Schnürbodengebäude der ehemaligen Nordwerft wird heute als Lager genutzt

#### Nordwerft
Um, wie es der Z-Plan vorsah, noch größere Kriegsschiffe bauen zu können, wurden 1936 Planungen für den Bau einer am Nordhafen gelegenen Großwerft aufgenommen. Die Werft sollte 30.000 Mitarbeiter beschäftigen und über drei Trockendocks von je 360 Meter Länge an der Westseite des Hafens verfügen. Die Werkstätten sollten nördlich und westlich des Hafenbeckens in jeweils drei Reihen von Gebäuden entstehen. Der 1937 begonnene Bau dieser Nordwerft war Teil des 4. Bauabschnitts, wurde aber bis zum Ende des Zweiten Weltkriegs nicht beendet.
Auf Weisung der britischen Militärregierung wurden die Werftanlagen vollkommen zerstört. Das bereits weitgehend fertiggestellte Baudock VII wurde 1948 ebenso gesprengt wie nach und nach alle Gebäude, Kajen und sonstigen Anlagen. Lediglich das Schnürbodengebäude blieb als Werkshalle erhalten. Das Werftgelände blieb bis in die 1970er Jahre ein Trümmerbereich. Die nicht zugeschüttete Baugrube des Reparaturdocks VIII wurde zeitweise als Badeanstalt genutzt. Im Zuge des modernen Ausbaus des Nordhafens wurde sie als dessen westliches Becken hergerichtet.

### Projekte
Im Laufe der Zeit hat es eine Anzahl von Hafenbauprojekten gegeben, die teilweise im Zusammenhang mit der Wiederinbetriebnahme nicht mehr genutzter Hafenteile und Anlagen stehen und nicht oder noch nicht realisiert worden sind. Dabei sind insbesondere zu nennen:
- die Wiedereröffnung der I. Einfahrt oder der Bau einer kleineren Schleuse für den Sportbootverkehr vom Innenhafen zur Jade
- die Öffnung des Grodendamms zwischen dem Großen Hafen und dem jetzt als Banter See bezeichneten ehemaligen Zwischenhafen, um den Wasseraustausch des Banter Sees zu verbessern und dort Sportbootliegeplätze zu schaffen
- die Anbindung Wilhelmshavens an das Binnenwasserstraßennetz z. B. durch den Bau eines Jade-Weser-Kanals[16]
- die Herrichtung der Kammern der III. Einfahrt als Trockendocks einer künftigen Reparaturwerft für Schiffe bis 300 Meter Länge[17]
- ihre Nutzung für die Verladung von Windenergieanlagen für die Offshore-Montage[18]

Das Projekt Jade-Weser-Port, das 1971 der Öffentlichkeit vorgestellt wurde, war kein Bauprojekt, sondern sah vor, die Zusammenarbeit zwischen den Seehäfen an der Jade und der Weser zu einer multifunktionalen Hafenregion auszubauen. Der private Vorschlag wurde nicht realisiert.

## Hafenbetrieb

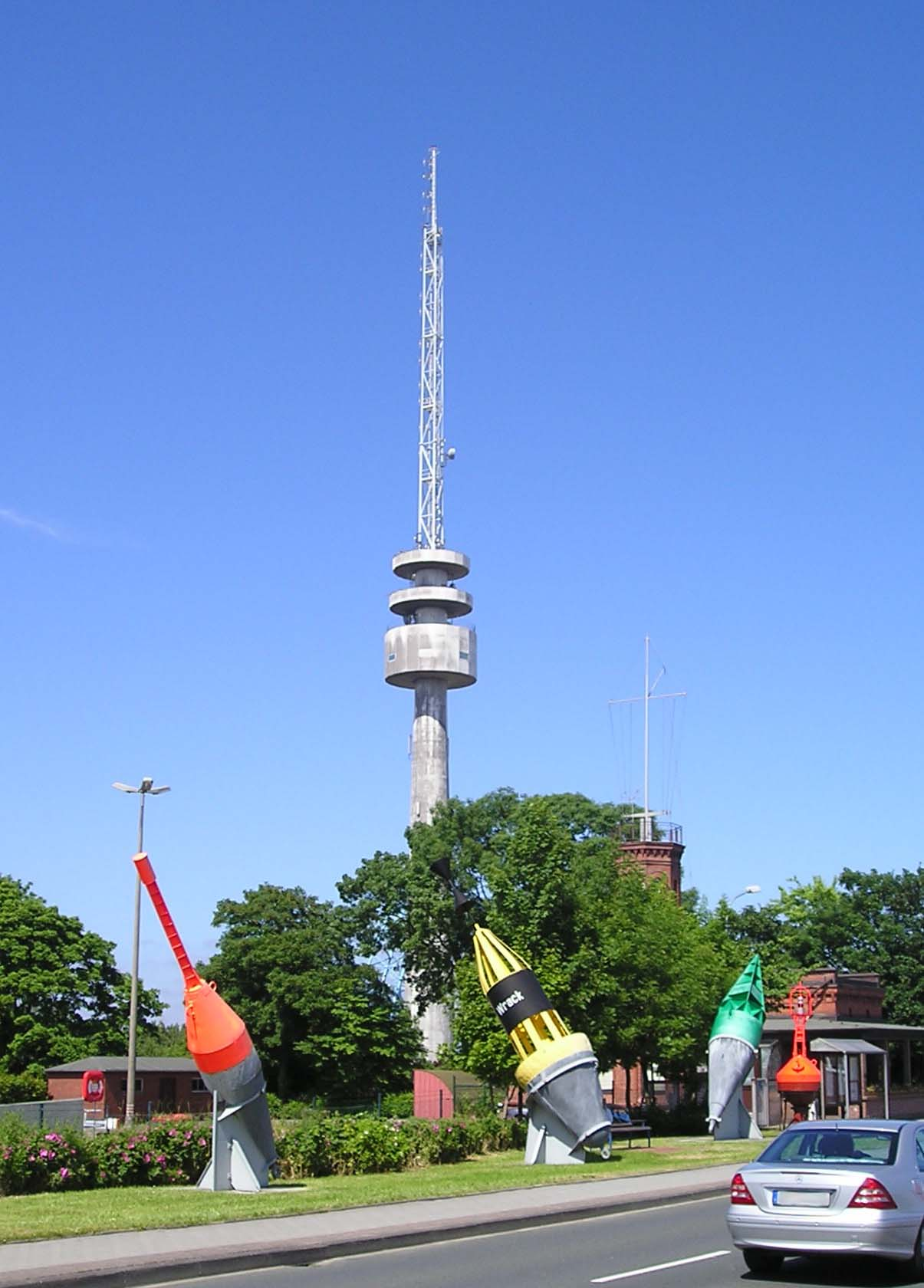
Der Antennenturm der Revierzentrale bei der I. Einfahrt

### Hafenverwaltung
Die Eigentumsverhältnisse an den Hafenanlagen wurden im Hafenvertrag vom 20. März 1975 zwischen der Bundesrepublik Deutschland, dem Land Niedersachsen und der Stadt Wilhelmshaven geregelt. Mit diesem Vertrag gingen große Teile des zuvor bundeseigenen Hafengebiets in städtischen Besitz über.
Für den Betrieb des Stadthafens Wilhelmshaven ist die Stadtwerke Verkehrsgesellschaft Wilhelmshaven mbH zuständig, in der auch die Aufgaben des städtischen Hafenkapitäns wahrgenommen werden. Diese Hafengebiete in der Nähe der Kaiser-Wilhelm-Brücke umfassen 2500 Meter Kaimauern sowie 21 Hektar Land- und 67 Hektar Wasserflächen.
Die folgenden Kaianlagen gehören zum Stadthafen:
- Östlich der Kaiser-Wilhelm-Brücke (in Klammern Tiefgang):
  - Südwestkai (10 m)
  - Nordwestkai (8 m)
  - RoRo-Kai
  - Nordostkai (5 m)
- Westlich der Kaiser-Wilhelm-Brücke:
  - Bontekai (8 m)
  - Handelshafen (5,2 m)
  - Schlachthof-Anleger (5,2 m)

Die seit Januar 2013 ebenfalls im städtischen Besitz befindliche Wiesbadenbrücke wurde an die Interessengemeinschaft zur Erhaltung historischer Fahrzeuge e. V. vermietet, die sie für ihre eigenen Schiffe und als Liegeplatz für Auflieger nutzt.
Für den Betrieb des Nordhafens (mit Ausrüstungs-, Flut- und Pontonhafen sowie Altem Vorhafen), der Niedersachsenbrücke (Kohleentladung) und der Umschlaganlage Voslapper Groden (Ethylen und andere chemische Rohstoffe) ist die landeseigene Niedersachsen Ports GmbH & Co. KG, Zweigstelle Wilhelmshaven zuständig.
Der Marinestützpunkt Heppenser Groden wird von der Bundeswehr verwaltet.
Der NWO-Ölhafen wird von der Fa. Nord-West Oelleitung GmbH, Wilhelmshaven, betrieben und verwaltet.
Der Container-Terminal Wilhelmshaven (CTW) im JadeWeserPort wird von der Fa. Eurogate betrieben.

### Hafenkapitäne
Den unterschiedlichen Zuständigkeiten entsprechend gibt es vier Hafenkapitäne. Sie sind für folgende Bereiche verantwortlich:

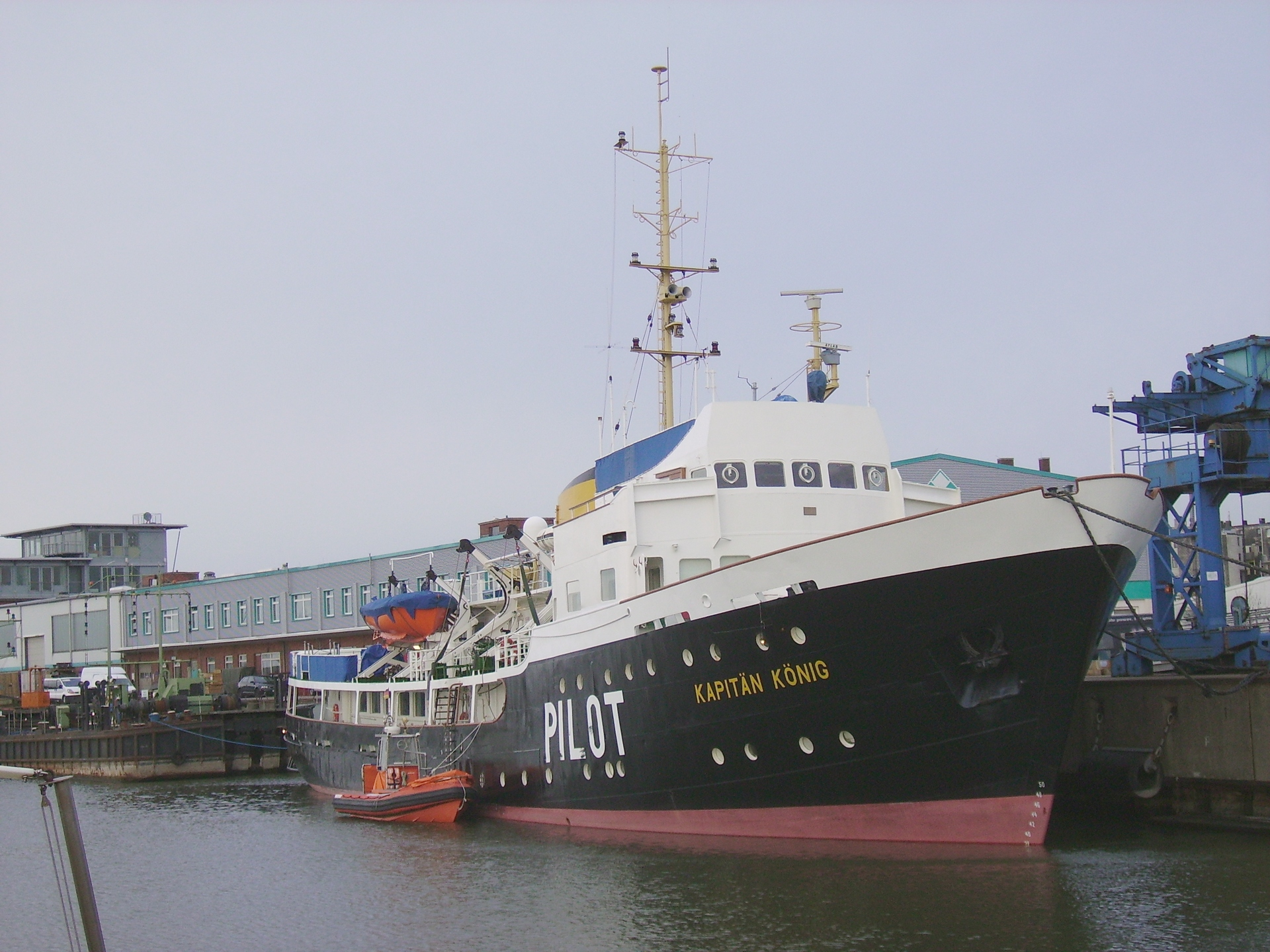
Das auch auf der Station Deutsche Bucht eingesetzte Lotsenschiff Kapitän König

- Städtische Hafenanlagen
- Landeshäfen
- Bundeswasserstraßen
- Marinestützpunkt

### Lotswesen
Das Jadefahrwasser bildet den Lotsbezirk 2 des Lotsenreviers Weser II/Jade. Die Lotsenstation befindet sich in Wilhelmshaven. Tanker und größere Schiffe, die Wilhelmshaven anlaufen möchten, müssen für die Fahrstrecke zwischen dem Hafen und der Deutschen Bucht einen Lotsen an Bord nehmen. Die Lotsen werden in See von einem Lotsenschiff mit Hilfe eines Versetzboots übergeben und übernommen oder können mit Hubschraubern an und von Bord gebracht werden.
Für die Revierüberwachung und Radarberatung ist eine Kette von Radargeräten entlang des Jadefahrwassers aufgestellt, die von der Revierzentrale des WSA Weser-Jade-Nordsee überwacht werden. Von hier aus besteht auch die Möglichkeit der Radarberatung durch Lotsen.

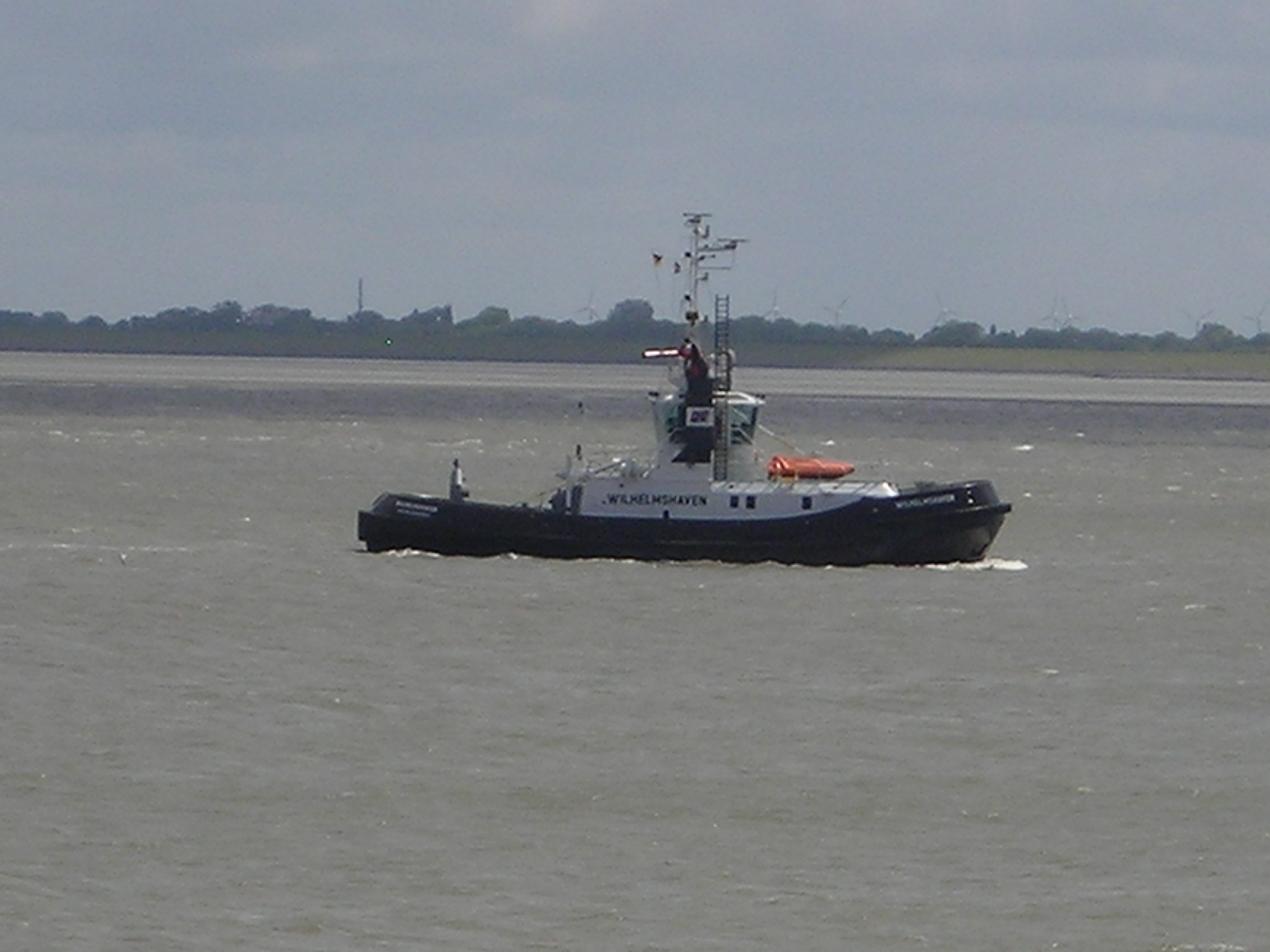
Schlepper Wilhelmshaven der URAG

### Werften und Hafendienstleister
Mit der Neuen Jadewerft am Nordhafen verfügt Wilhelmshaven über eine Werft mit Schwimmdock, die sich neben Reparaturen auf den Bau von kleineren Dienst- und Behördenfahrzeugen spezialisiert hat. Außerdem gibt es mehrere Sportbootwerften. Im Bereich des Verbindungshafens haben sich mehrere Schiffsreparaturbetriebe angesiedelt, die auch größere Schiffe wie etwa Kreuzfahrtschiffe überholen, jedoch über keine Dockmöglichkeit verfügen.
Mehrere Unternehmen, darunter der Jade-Dienst, bieten umfassende maritime Dienstleistungen für die Schifffahrt an. Schlepper unterschiedlicher Reedereien sind im Neuen Vorhafen und an den Außenpiers stationiert und stehen vor allem für das Bugsieren der großen Schiffe zur Verfügung.

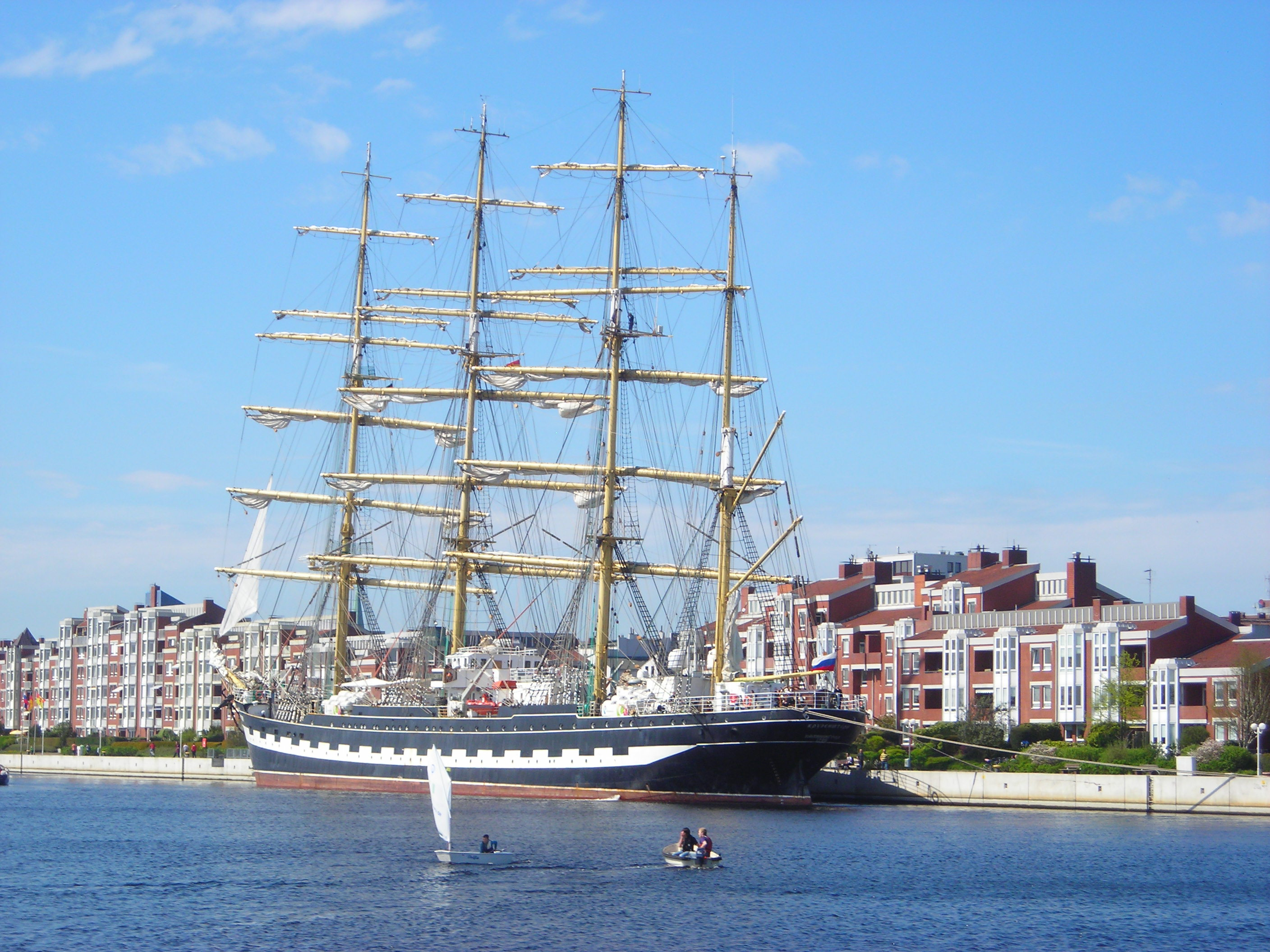
Die Kruzenshtern bei einem Besuch als Touristenattraktion am Bontekai

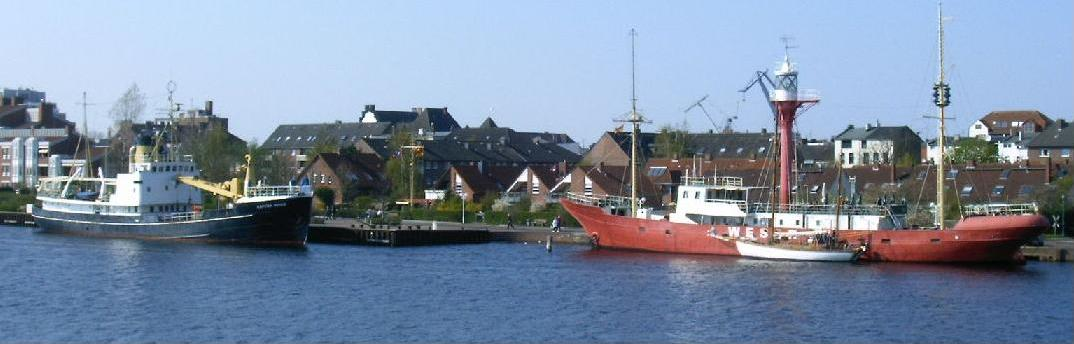
Museumsschiffe am Bontekai

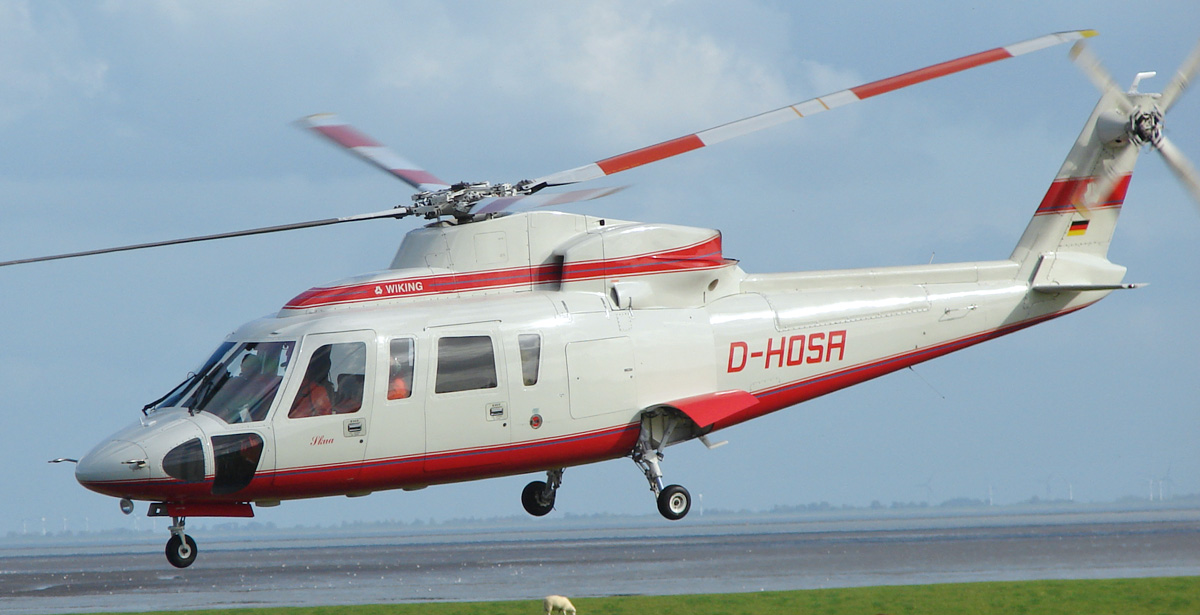
Hubschrauber der Firma Wiking

### Hafentourismus
Für den Hafen hat der Tourismus eine eigene wirtschaftliche Bedeutung entwickelt. Neben einer großen Anzahl von Sportbootliegeplätzen vor allem im Großen Hafen und im Nassauhafen gibt es mehrere Sportbootwerftbetriebe. Außerdem werden Hafenrundfahrten und im Rahmen des Wilhelmshavener Seebäderdiensts Schiffsfahrten auf der Jade und nach Helgoland angeboten. Im Hafenbereich befinden sich außerdem eine Anzahl von Hotels, deren neuestes und größtes das 2009 eröffnete Hotel Atlantic ist.
Rund um den Großen Hafen haben sich in zum Teil ehemaligen Hafengebäuden diverse Museen und Ausstellungen zu maritimen Themen angesiedelt (→Wilhelmshaven#Museen und Ausstellungen). Dazu gehören das Küstenmuseum, das Wattenmeerhaus, das Deutsche Marinemuseum und mehrere Museumsschiffe. Die virtuelle Unterwasserstation OCEANIS wurde nach Abnahme der Besucherzahlen geschlossen.
Ein neuer touristischer Anziehungspunkt ist die Infobox des Containerhafens JadeWeserPort.

### Weitere Dienste für die Schifffahrt
Auf dem Flugplatz Wilhelmshaven-Mariensiel (In der Gemeinde Sande) betreibt die Firma Wiking Helikopter Service Hubschrauber für den Lotsenversetzdienst. Sie werden in zunehmendem Maße auch für die Versorgung der vor der deutschen Nordseeküste entstehenden Offshore-Windparks eingesetzt.

## Verkehrsanbindung
Die Häfen Wilhelmshavens sind außer von See aus über das deutsche Straßen- und Schienennetz zu erreichen, nicht jedoch über Binnenwasserstraßen. Zwei Pipelines verbinden Wilhelmshaven mit Hamburg und der Raffinerie in Wesseling bei Köln. Mit der Nordsee ist Wilhelmshaven über das Jadefahrwasser verbunden, entlang dessen die äußeren Hafenanlagen der Stadt liegen.

### Zufahrt von See

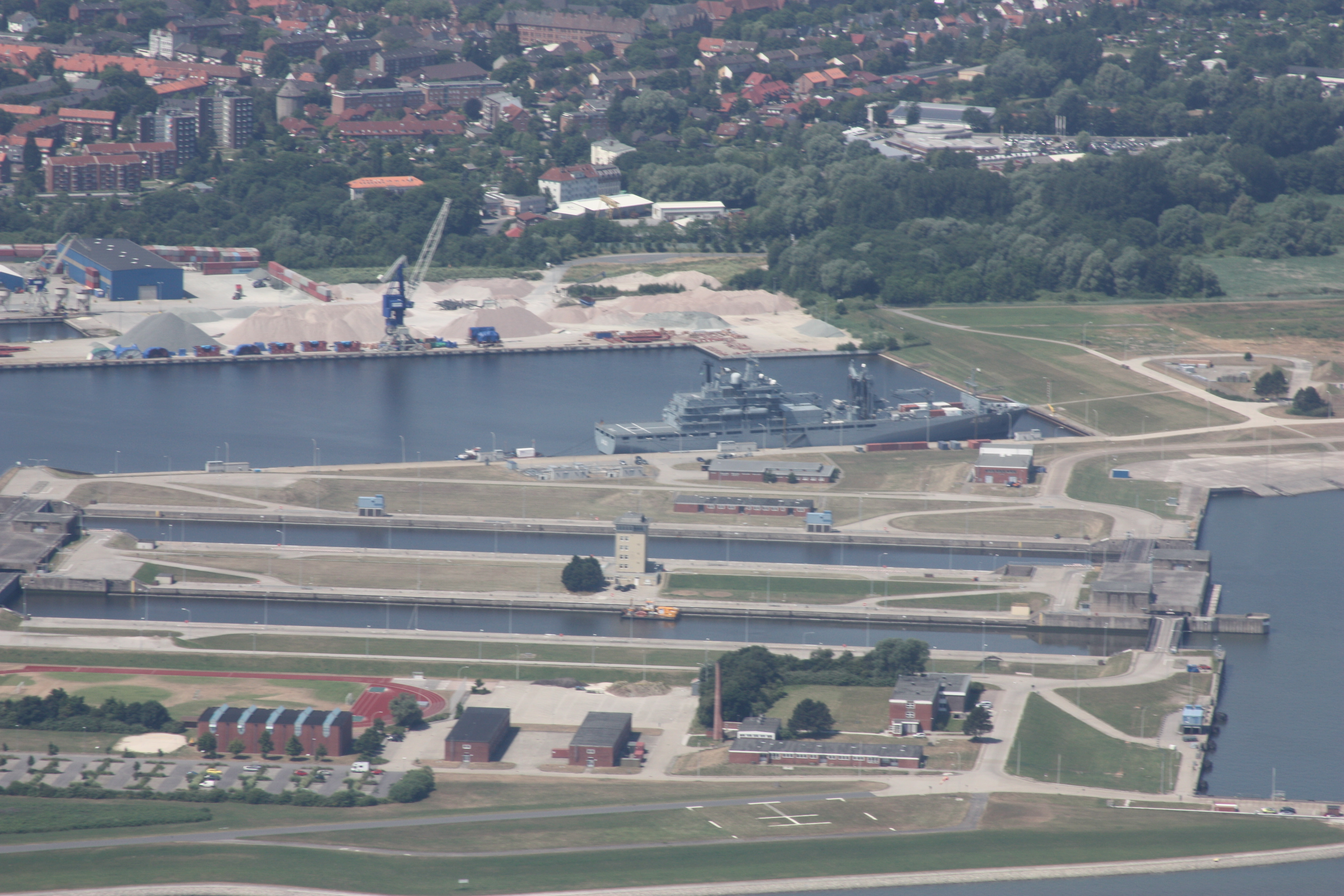
Die Seeschleusen der IV. Einfahrt. Ihre Größe wird beim Vergleich mit dem dahinter liegenden 173 m langen Versorgungsschiff Berlin deutlich.

Die Zufahrt zum Innenhafen bildet die Schleusenanlage der IV. Einfahrt. Sie wurde am 4. Oktober 1964 mit beiden Kammern in Betrieb genommen und ist seit der kurz darauf erfolgten Schließung der I. Einfahrt die einzige Seeschleuse Wilhelmshavens. Die IV. Einfahrt ist die größte Schleuse Deutschlands.
Bereits während des Ersten Weltkriegs gab es Pläne, eine noch größere als die III. Einfahrt zu bauen, um die Einheiten der Hochseeflotte schneller und sicherer ein- und auslaufen zu lassen. Die mit der Niederlage verbundenen Beschränkungen für die Reichsmarine verhinderten zunächst die Realisierung dieser Pläne.
Mit der Aufrüstung der Kriegsmarine ab 1935 wurden die Pläne von 1917 in angepasster Form wieder aufgenommen. Zwischen 1939 und 1942 entstand die neue Anlage mit zwei Schleusenkammern von je 390 Meter Länge und 60 Meter Breite. Es wurde allerdings während des Krieges nur die Ostkammer soweit fertiggestellt, dass sie in Betrieb genommen werden konnte. Die IV. Einfahrt wurde nach dem damaligen Oberbefehlshaber der Kriegsmarine, Großadmiral Erich Raeder, Raeder-Schleuse genannt.
Am 27. Januar 1949 wurde die IV. Einfahrt gesprengt. Dabei blieben jedoch die Schleusenkammern erhalten, nur die Schleusenköpfe und Molen wurden zerstört. Beim Aufbau der neuen Bundesmarine wurde ein neuer Stützpunkt im der IV. Einfahrt vorgelagerten Neuen Vorhafen aufgebaut. Dieser Umstand führte zusammen mit dem relativ geringen Zerstörungsgrad der IV. Einfahrt dazu, dass sie für den Wiederaufbau ausgewählt wurde.

### Straßenanbindung
Wilhelmshaven liegt am nördlichen Ende der Bundesautobahn 29, die über eine vierspurige Straße mit dem Innenhafen verbunden ist. Das Ende der A 29 bietet einen direkten Zugang zum Containerhafen JadeWeserPort.
Es bestehen Pläne, die Bundesautobahn 20 als Küstenautobahn entlang der Nordseeküste weiterzubauen und sie nahe Varel die A 29 kreuzen zu lassen, um unter anderem den erwarteten zusätzlichen Zugangsverkehr zum JadeWeserPort aufzunehmen.

### Schienenanbindung
Wilhelmshaven ist mit dem deutschen Schienennetz verbunden und seit April 2022 elektrifiziert. Von Oktober 2011 bis Dezember 2012 wurde die Bahnstrecke Oldenburg–Wilhelmshaven zur Anbindung des JadeWeserPorts in Wilhelmshaven unter zeitweiser Vollsperrung für den Personenverkehr zweigleisig ausgebaut. Der zweigleisige Ausbau war notwendig, um das zusätzliche Aufkommen an Container- und Kohletransporten zu bewältigen, das nach dem Bau des JadeWeserPorts und dem Ausbau der Niedersachsenbrücke erwartet wird.

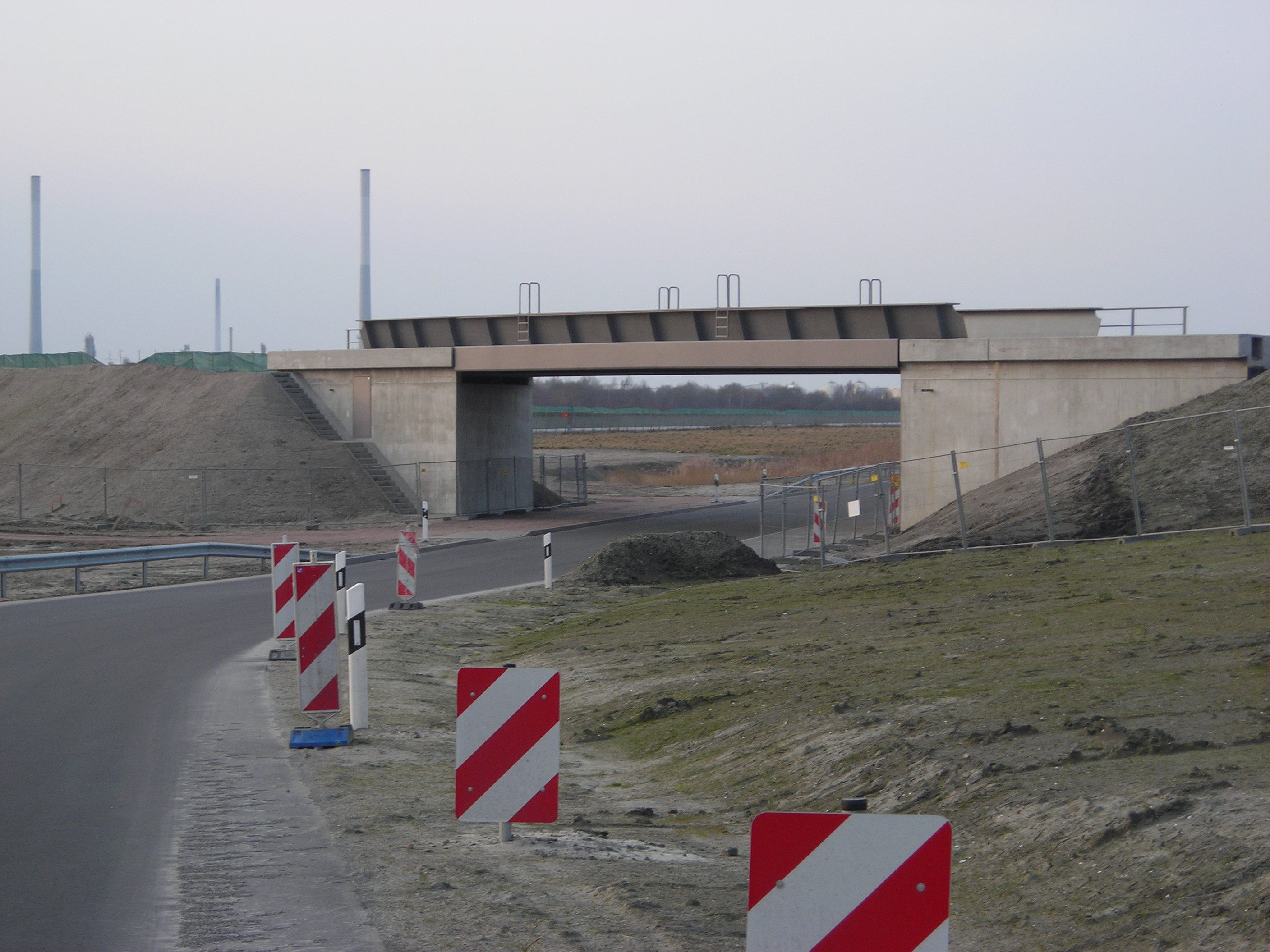
Die Eisenbahnbrücke zum JadeWeserPort

Der Innenhafen verfügte über zwei Gleisverbindungen, die von der Strecke Sande – Wilhelmshaven abzweigen. Nur das südliche Gleis wird aktuell genutzt und zweigt bei Mariensiel ab, von wo es südlich des Ems-Jade-Kanals am Kanalhafen zum Handelshafen führt. Es wird von dort ansässigen Firmen genutzt. Das ehemals sogenannte Westgleis zweigt am westlichen Stadtrand Wilhelmshavens nach Süden von der Hauptstrecke ab und verläuft an der Nordseite des Ems-Jade-Kanals, durchquert in einem Bogen das Marinearsenal und endet am Nordhafen. Es wird seit einigen Jahren nicht mehr benutzt und ist während der Restaurierungsarbeiten an der Kaiser-Wilhelm-Brücke unterbrochen. Seine Wiederinbetriebnahme wird von im Hafenbereich ansässigen Firmen angestrebt, ist jedoch nicht gesichert. Derzeit läuft ein Planfeststellungsverfahren, um die Häfen stattdessen über ein sogenanntes Nordgleis an das Industriestammgleis anzuschließen.
Die Bahnstrecke Schortens Weißer Floh–Wilhelmshaven Ölweiche führt von Sande zu den Anlagen am Jadefahrwasser. Dieses Gleis ist für den Containerverkehr zum JadeWeserPort und für zusätzliche Kohletransporte ausgebaut worden. Bei Voslapp zweigt ein Gleis nach Süden zu den Kraftwerken und Kohleumschlaganlagen bei der Niedersachsenpier ab. Das nördliche Gleis bindet die ehemalige Raffinerie mit ihrem Tanklager und den JadeWeserPort an.

### Ems-Jade-Kanal
Der zwischen 1880 und 1887 gebaute Ems-Jade-Kanal diente ursprünglich neben der Entwässerung des Hinterlandes auch der Versorgung Wilhelmshavens. Er ist jedoch für heutige Binnenschiffe zu klein und wird nur noch von Sportbooten benutzt, die auf diesem Wege von Wilhelmshaven zur Ems gelangen können.

## Großumschlaganlagen am Jadefahrwasser

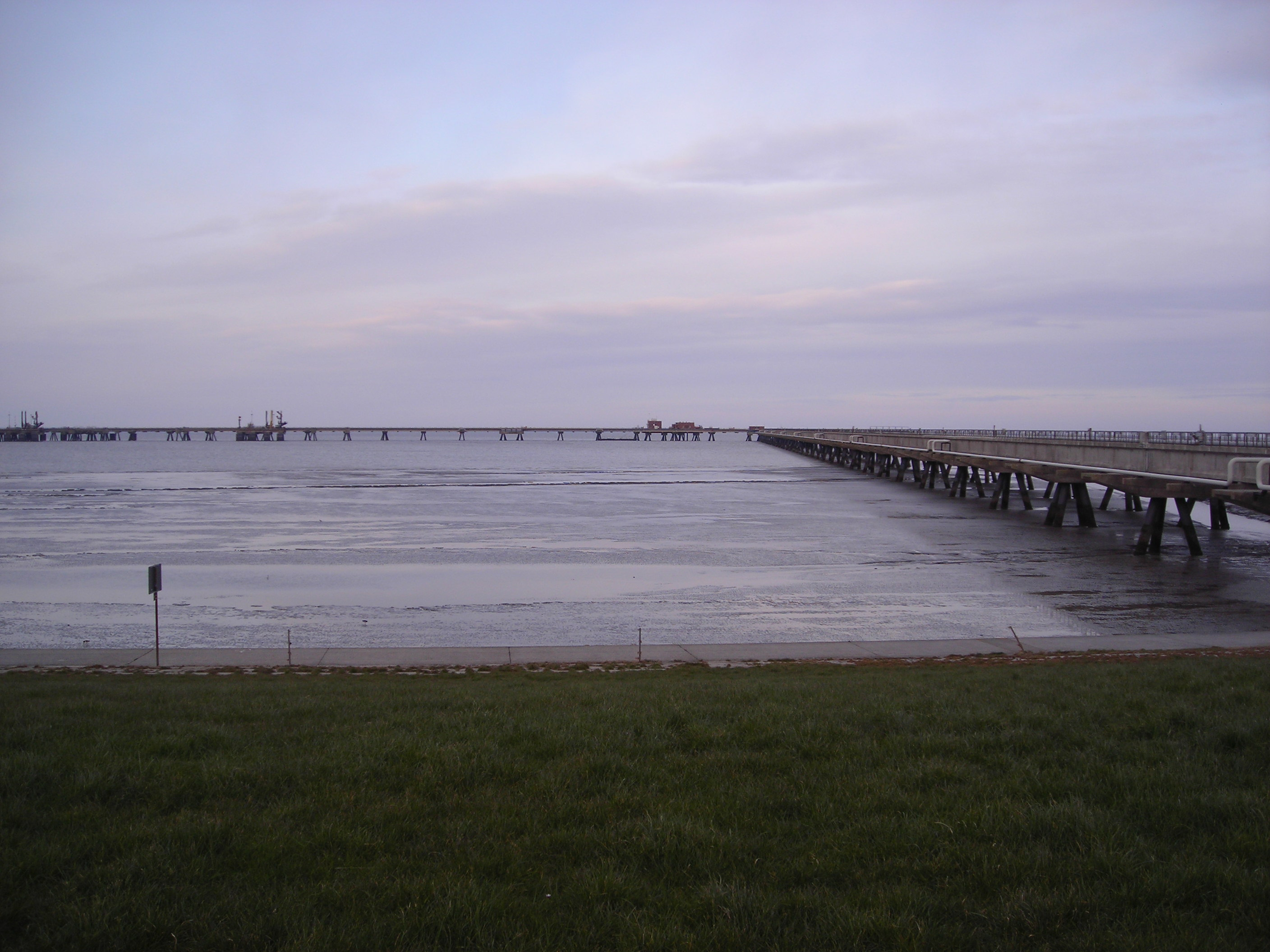
Die Chemiepier Voslapper Groden

Wilhelmshaven hat den Tiefwasserhafen mit der größten Wassertiefe in Deutschland und bietet eine tideunabhängige An- und Abfahrt für Schiffe bis zu einem Tiefgang von 16,5 Metern. Seit den 1950er Jahren sind am Jadefahrwasser eine Anzahl von Pieranlagen und Anlegern für Schiffe mit großem Tiefgang gebaut worden, die auf den Umschlag verschiedener Massengüter spezialisiert sind.

### Umschlaganlage Voslapper Groden
Die Umschlaganlage Voslapper Groden (UVG), auch INEOS-Anleger genannt, ist die nördlichste der Umschlaganlagen an der Jade. Sie entstand zwischen 1979 und 1981 und besteht aus einer Stichpier mit einem in Fahrwasserrichtung abknickenden Anleger. Der Anleger verfügt über zwei Liegeplätze für Schiffe bis 12.000 Tonnen und dient dem Umschlag von Ethylen und anderen chemischen Produkten. Der Anleger gehört zur Chemiefabrik des Unternehmens Vynova. An der UVG entstand das LNG-Terminal Wilhelmshaven, das am 17. Dezember 2022 in Betrieb gegangen ist.

### Raffineriepier

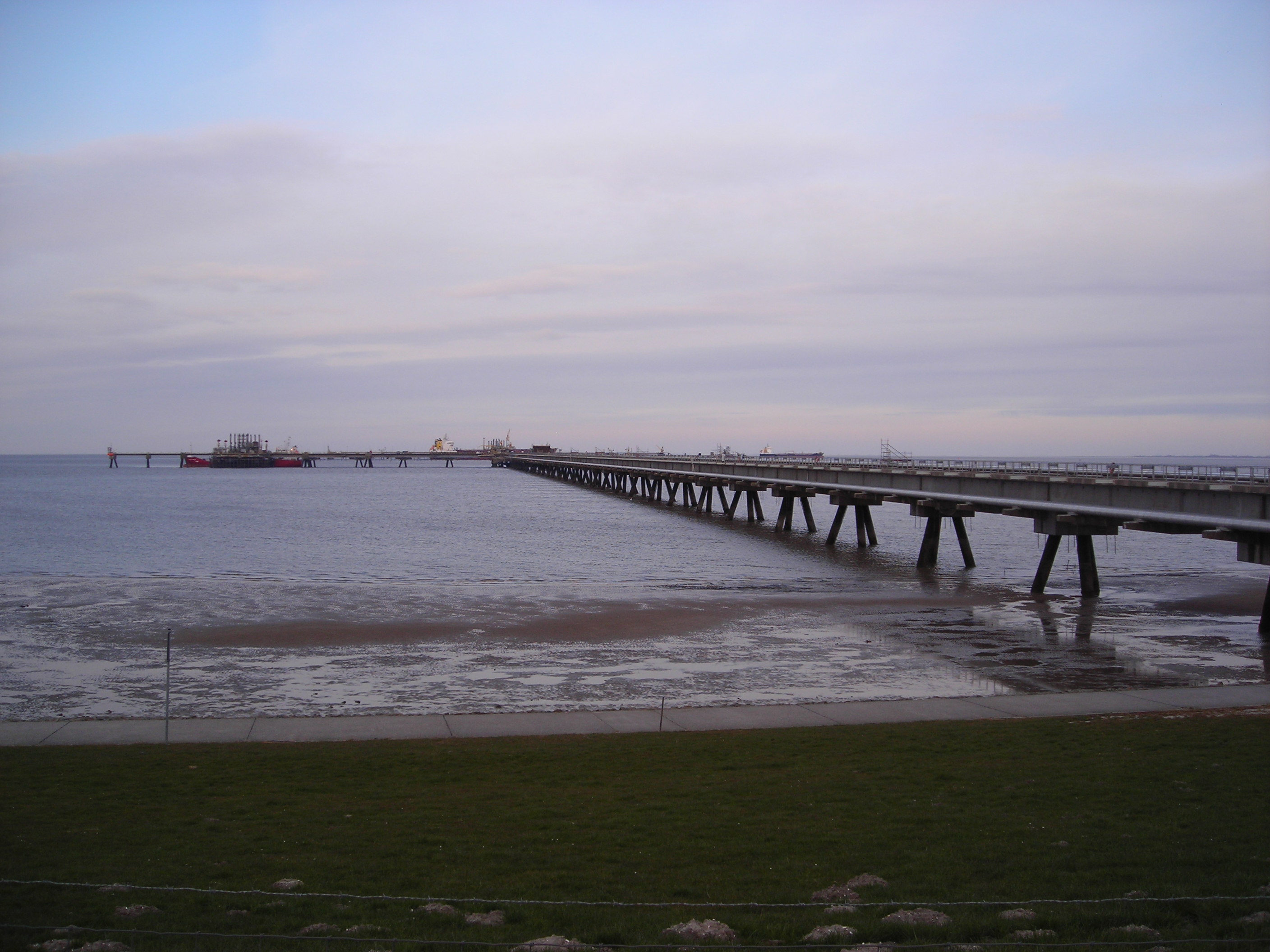
Raffineriepier mit Schiffen am inneren und äußeren Anleger

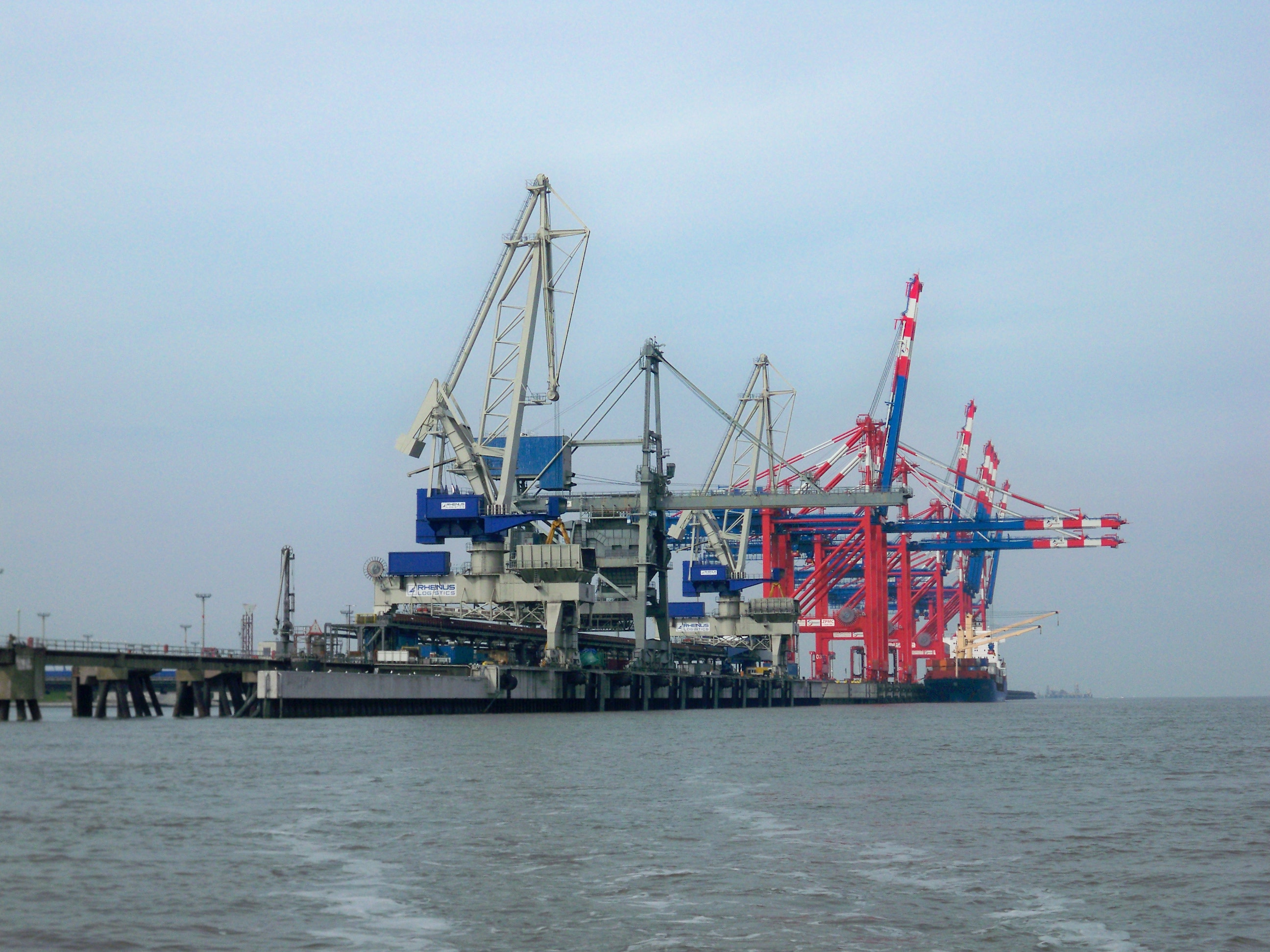
Die Niedersachsenbrücke und der JadeWeserPort von der Wasserseite

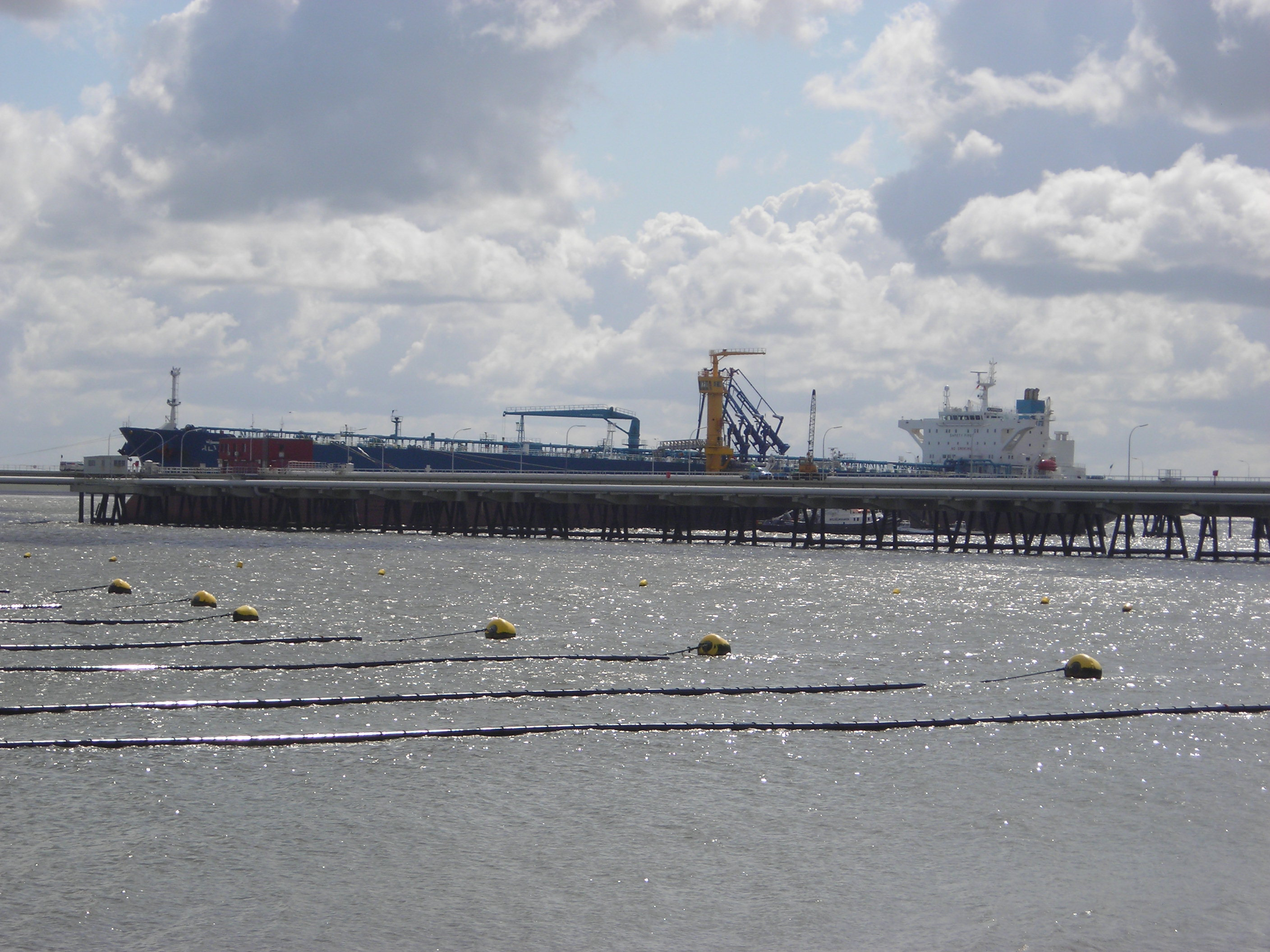
Ein Tanker an der NWO-Tankerlöschbrücke; im Vordergrund eine Miesmuschelzucht

Die Tankerumschlaganlage der Wilhelmshavener Raffinerie GmbH (WRG) liegt südlich der UVG. Sie wurde 1974 bis 1976 gebaut und besteht aus einer Stichpier mit querliegendem Anleger und einem davor liegenden Inselanleger ohne Landverbindung. An beiden Anlegern befinden sich zwei Liegeplätze für Schiffe mit bis zu 250.000 Tonnen am Inselanleger und bis zu 13.500 Tonnen am Küstenanleger. Die Anleger haben Wassertiefen von 7,5 Meter bis 18,5 Meter unter Seekartennull.

### JadeWeserPort
Der JadeWeserPort ist ein südlich der Raffineriepier befindlicher Containerterminal, der seit dem 21. September 2012 offiziell in Betrieb ist. Entlang eines neu aufgespülten Hafengeländes entstand eine Stromkaje mit vier Liegeplätzen für große und tiefgehende Containerschiffe. Es besteht die Möglichkeit, in einer zweiten Ausbaustufe im nördlichen Bereich zwei weitere Liegeplätze zu schaffen. Der Containerterminal wird von Eurogate unter dem Namen Eurogate Container Terminal Wilhelmshaven (ECTW) betrieben.

### Niedersachsenbrücke / Bulk Terminal Wilhelmshaven
Die 1972 gebaute Niedersachsenbrücke ist eine Stichpier mit einem in Fahrwasserrichtung angelegten Anleger. Sie wurde zwischen 2010 und 2013 ausgebaut und trägt seitdem die offizielle Bezeichnung Bulk Terminal Wilhelmshaven (BTW). Die drei Liegeplätze dienen dem Umschlag von Kohle und Natronlauge und der Versorgung der Kraftwerke von E.ON und GDF Suez mit Steinkohle. Betreiber des Terminals ist die Rhenus Midgard Wilhelmshaven GmbH & Co. KG.
Es ist vorgesehen, künftig mehr Kohle als bisher für den Weitertransport umzuschlagen, um dem steigenden Bedarf bei Abschaltung der deutschen Kernkraftwerke Rechnung zu tragen. Zudem sollte der zusätzliche Block des Kraftwerks versorgt werden, dessen Planung jedoch im Oktober 2010 vorerst eingestellt wurde.
Zu diesem Zweck ist die Umschlagleistung der Niedersachsenbrücke ausgebaut worden. Beim Bau des JadeWeserPorts ist sie außerdem weitgehend in dessen südlichen Abschlussdamm integriert worden. Gleichzeitig ist das Wasser an der Niedersachsenbrücke vertieft worden, so dass dort Schiffe mit einem Tiefgang von bis zu 18,5 m anlegen können. Sie bietet damit Liegeplätze für bis zu drei vollbeladene Massengutfrachter der Größenordnung Capesize mit einer Ladefähigkeit von bis zu 190.000 Tonnen. Außerdem wurde die Pier verstärkt, um zwei weitere Kräne vom Typ Doppellenker-Wippdrehkran mit einem Gewicht von je 1000 Tonnen aufstellen zu können. Im August 2011 wurden die beiden Portalkrane von Kirow Ardelt aus Eberswalde geliefert, von denen jeder mit einem Griff eine Last von 44 Kubikmetern Kohle transportieren kann, und bis 21. September neben ihrem älteren Vorgänger montiert. Seit Inbetriebnahme der neuen Krane im April 2012 können alle drei Krane zusammen bis zu 4000 Tonnen Kohle pro Stunde entladen. Die Umschlagkapazität liegt damit bei 8–10 Mio. Tonnen pro Jahr, damit ist Wilhelmshaven größter Umschlagplatz für Steinkohle in Deutschland.
Für den Weitertransport wurde auf der Niedersachsenbrücke ein zweites Kohletransportband montiert. Außerdem ist eine neue Waggonverladestation für den Umschlag auf die Eisenbahn eingerichtet worden, um den Weitertransport der Kohle über die Bahnstrecke nach Sande zu ermöglichen.

### NWO-Ölhafen

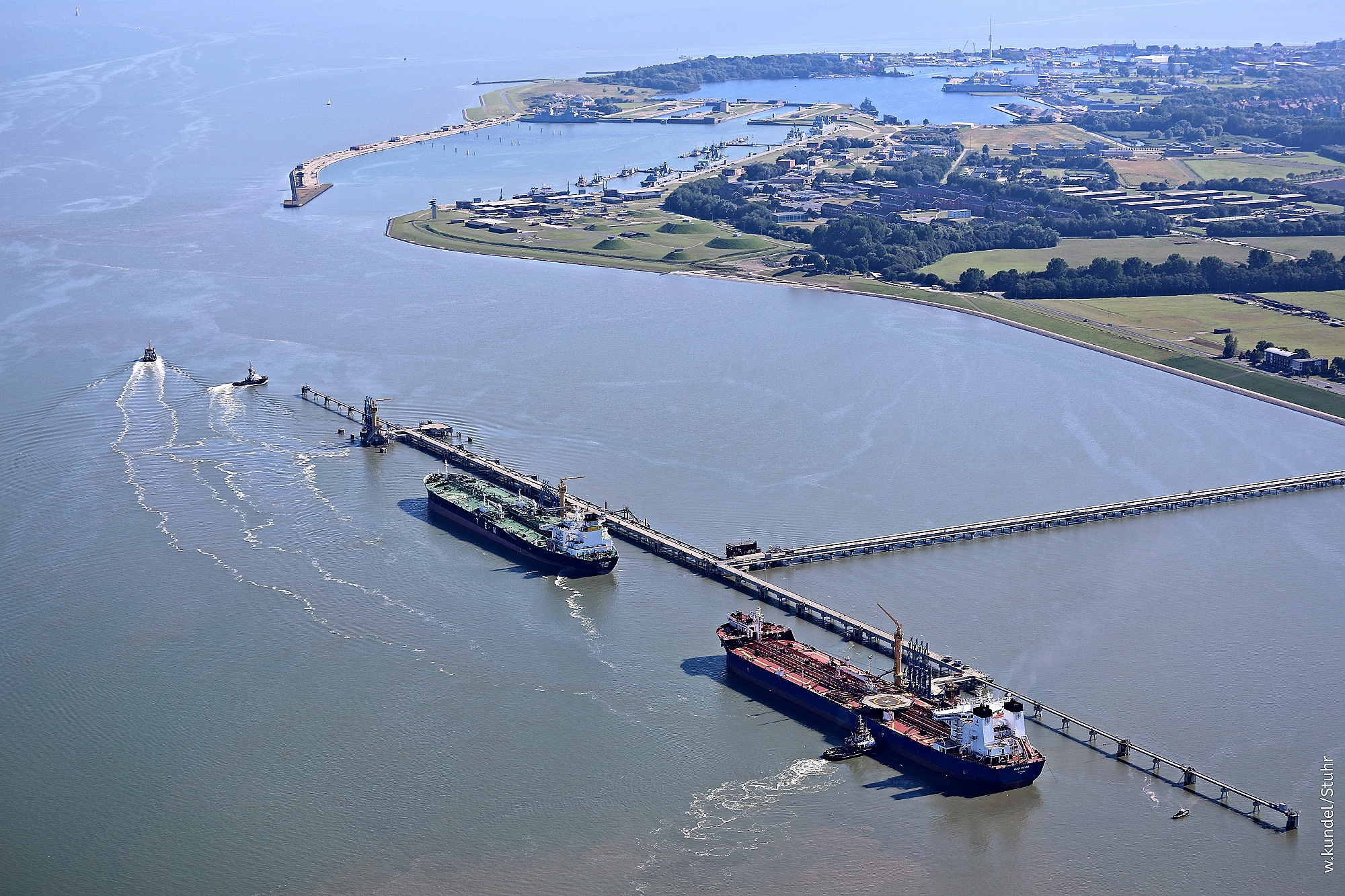
Ölhafen im Luftbild, im Hintergrund der neue Vorhafen und die Vierte Einfahrt

Die Tankerumschlaganlage der Nord-West-Oelleitung GmbH (NWO) ist die südlichste und älteste (1958) der großen Umschlaganlagen am Jadefahrwasser. An einer Stichpier von 700 Meter Länge mit abknickendem Anleger befinden sich drei Liegeplätze für Tanker mit bis zu 250.000 Tonnen Ladung. Die Anlage verfügt über ein Rohöl-Tanklager für 1,6 Millionen Kubikmeter und ist über Pipelines mit Erdölraffinerien in Hamburg und Wesseling bei Köln verbunden.

## Kleinhäfen an der Jade

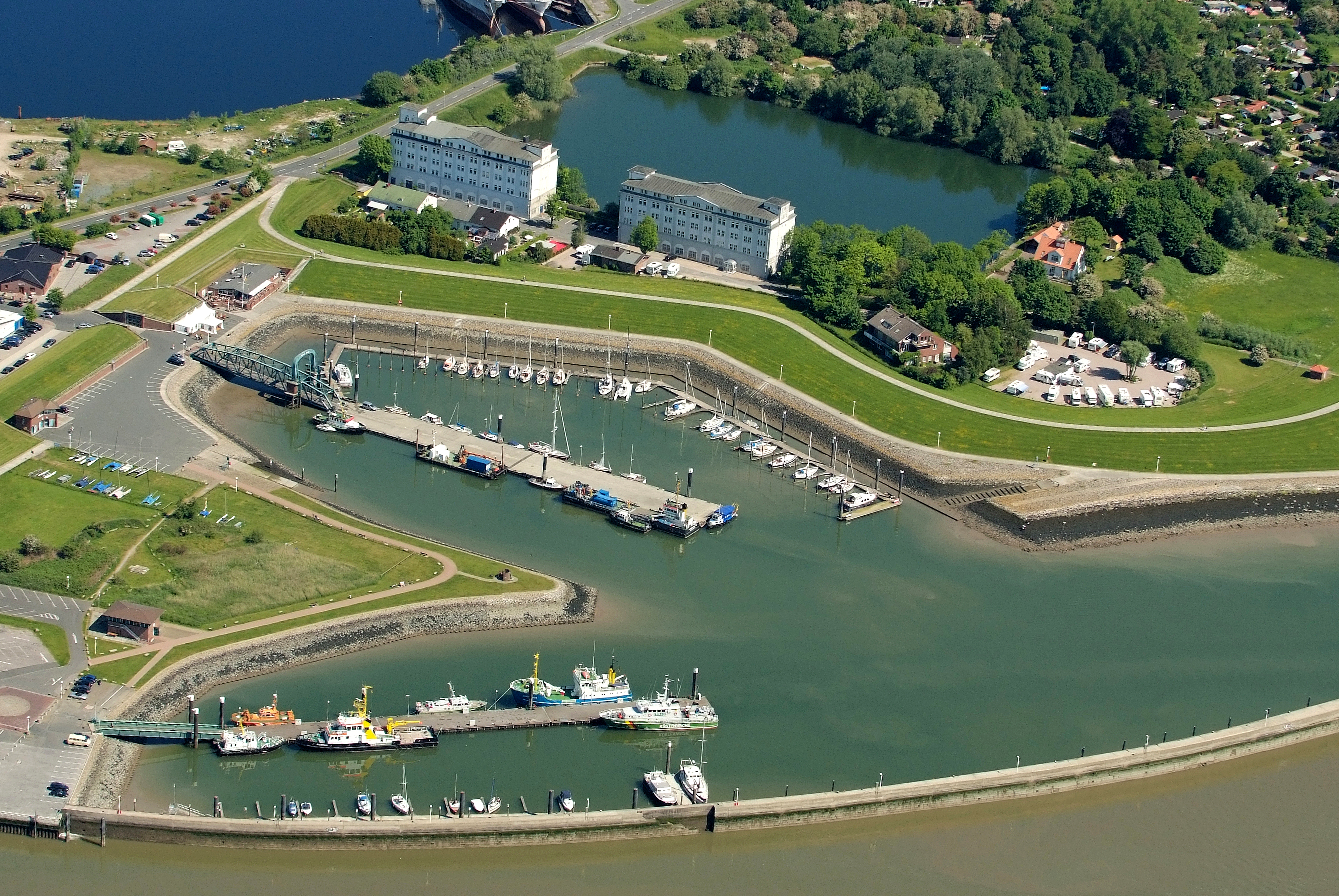
Fluthafen (unten) und Pontonhafen mit der Nassaubrücke (oben)

### Rüstersieler Hafen

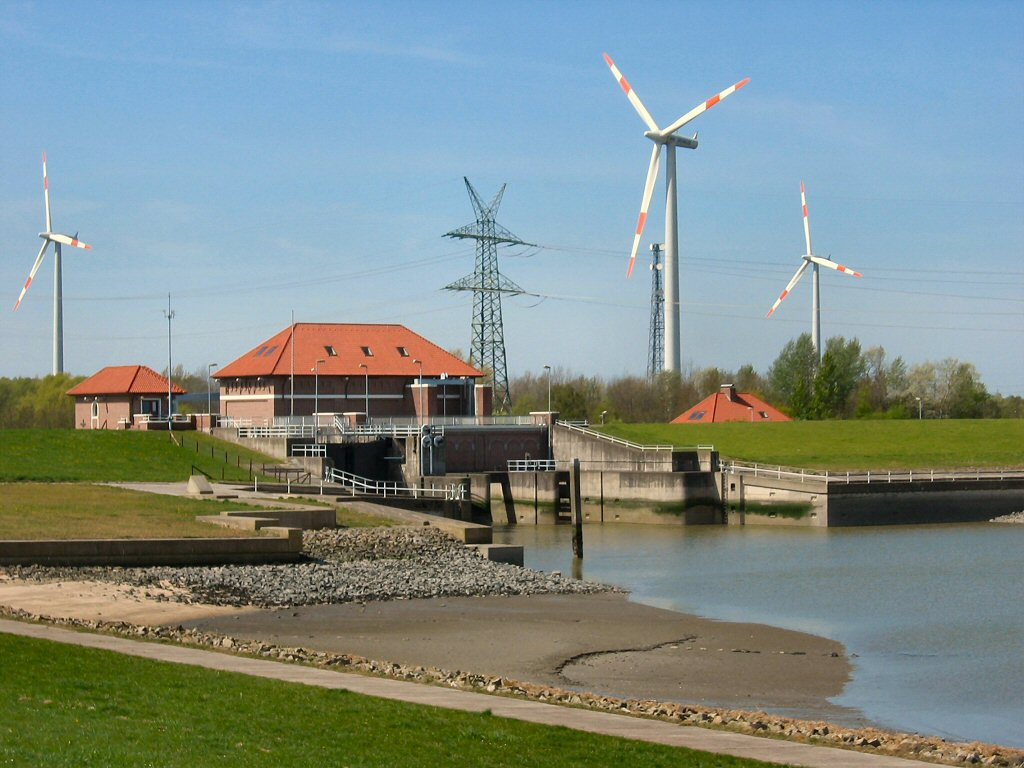
Das Maadesiel ermöglicht Kleinfahrzeugen und Segelbooten den Zugang zum Rüstersieler Hafen

Der Hafen von Rüstersiel liegt am Flüsschen Maade, das zwischen der Niedersachsenbrücke und dem NWO-Ölhafen in die Jade mündet. An seiner Mündung befindet sich das Sperrwerk Maadesiel mit einer Schleuse für Kleinfahrzeuge. Der Rüstersieler Hafen ist der älteste Hafen im Wilhelmshavener Stadtgebiet. Er ist bereits 1520 unabhängig von dem späteren Wilhelmshavener Hafenbau entstanden und diente bis ins 20. Jahrhundert der Küsten- und Kleinschifffahrt. Inzwischen dient er nur noch der Sportschifffahrt. Ein weiterer Sportboothafen befindet sich auf der Nordseite der Maade zwischen dem Maadesiel und Rüstersiel.

### Flut- und Pontonhafen, Nassauhafen

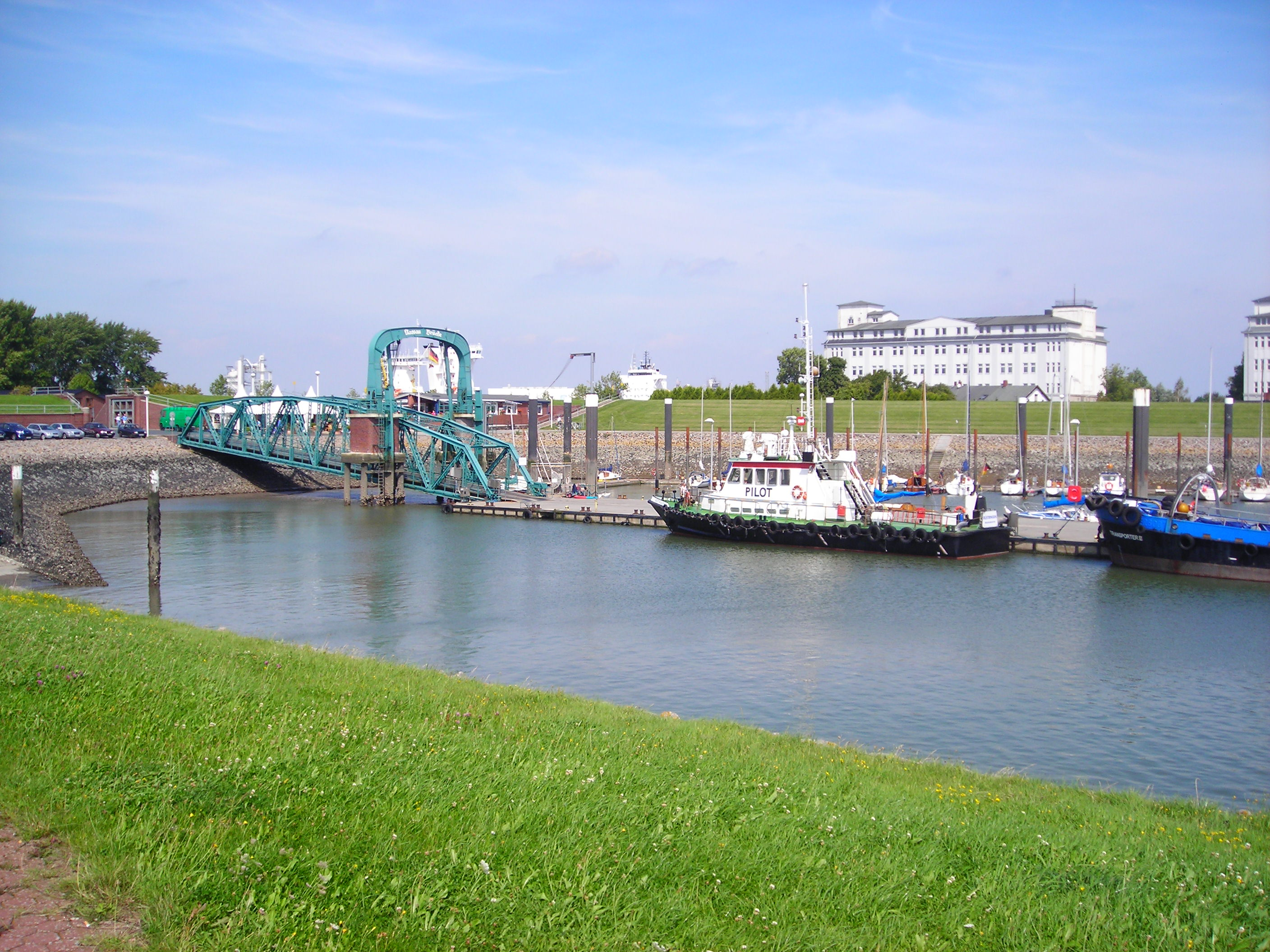
Die Nassaubrücke im Pontonhafen mit dem Lotsenboot Rüstringen

Der Flut- und Pontonhafen befindet sich zwischen der ehemaligen I. und II. Einfahrt. Er dient vornehmlich als Liegeplatz für Versorgungs- und Betriebsfahrzeuge, darunter seit 2019 das Seenotrettungsboot PETER HABIG der DGzRS, und für Sportboote, die nicht nach Wilhelmshaven einschleusen wollen. Ein Teil der Liegeplätze befindet sich an der Schutzmole, ein anderer an einer als Nassau-Brücke bezeichneten Pontonbrücke. Diesem Namen folgend, der weithin sichtbar auf der Brücke lesbar steht, wird der ganze Hafen auch Nassauhafen genannt. An der Helgolandkaje dahinter liegt das Stationsgebäude der DGzRS.

### Alter Vorhafen
Der Alte Vorhafen ist die ehemalige Zufahrt zur I. Einfahrt. Er hat zwei Kajen, die für Hafenrundfahrten und in den Sommermonaten für den Seebäderverkehr nach Helgoland und Eckwarderhörne genutzt werden. Die Südkaje trägt die Bezeichnung Helgolandkai, die Nordkaje Wangeroogekai.

## Bundeseigene Hafenanlagen

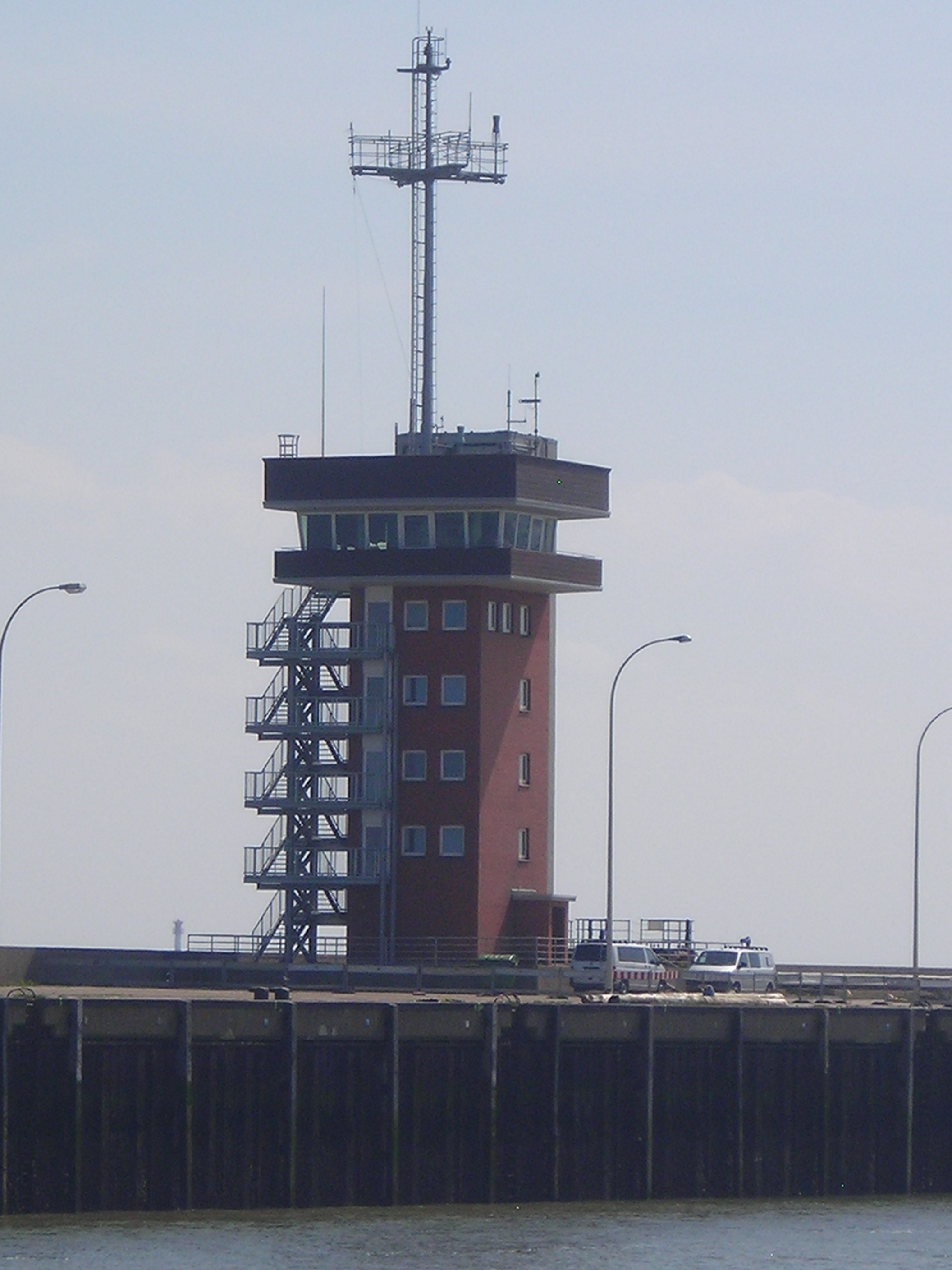
Die ehemalige Marinesignalstelle an der Einfahrt zum Marinestützpunkt

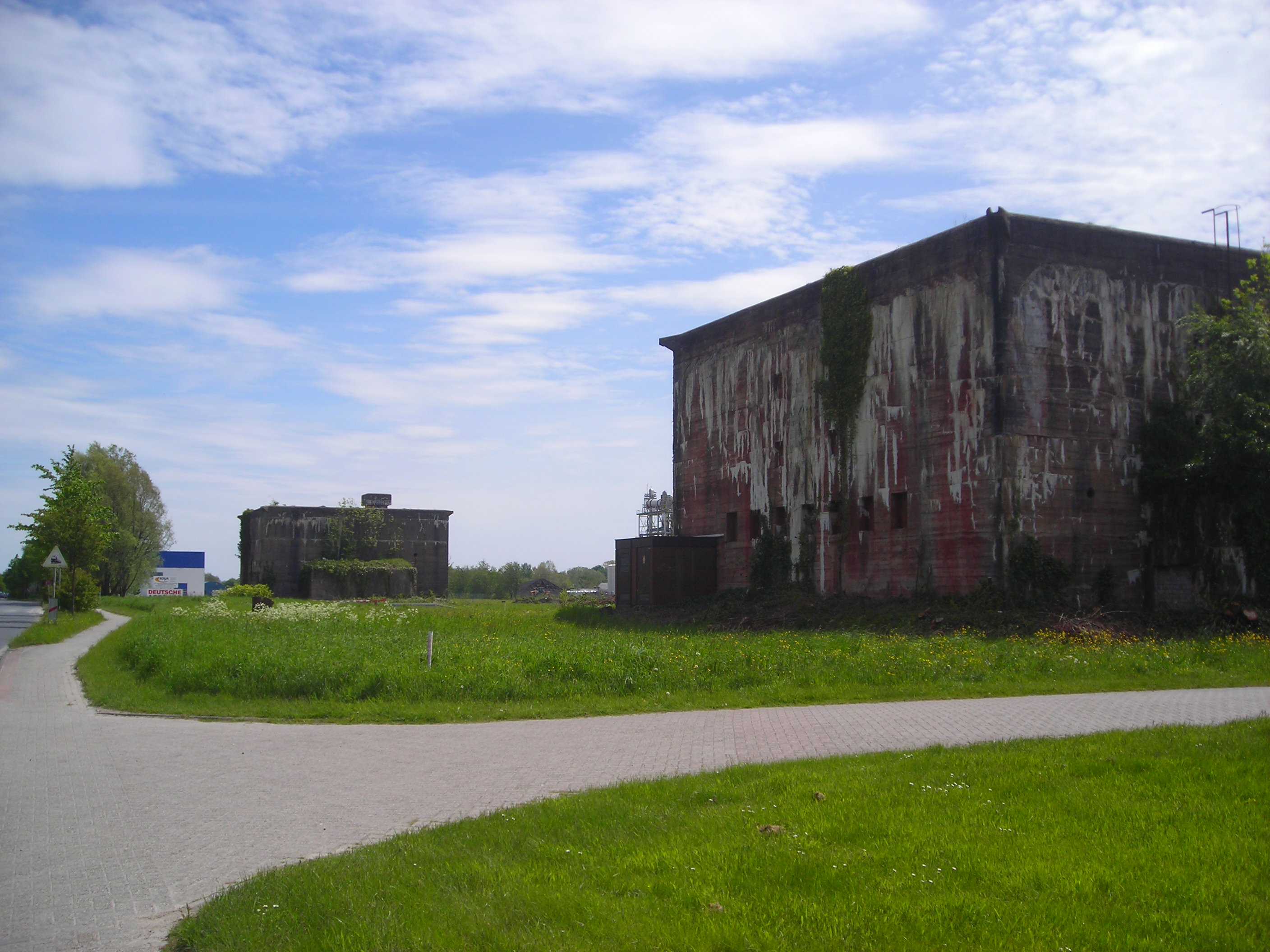
Für den nicht realisierten Bau einer Konstruktionshalle für Windkraftanlagen sind diese Mannschaftsbunker der Kriegsmarinewerft im Sommer 2012 abgerissen worden.

### Neuer Vorhafen
Der Neue Vorhafen entstand zwischen 1959 und 1964 als Zufahrt zur IV. Einfahrt. In ihm befindet sich der Marinestützpunkt Heppenser Groden, der größte Stützpunkt der deutschen Marine. An beiden Seiten des Hafens befinden sich feste Liegeplätze und Schwimmpiers. Der Stützpunkt ist Heimathafen von Fregatten und Versorgungsschiffen der Einsatzflottille 2 und beherbergt weitere militärische Dienststellen. Außerdem wird der Hafen von zivilen Behörden und Schleppern als Liegeplatz benutzt.

### Bauhafen
Der Bauhafen ist der älteste Teil der Wilhelmshavener Hafenanlagen. In ihm befindet sich das Marinearsenal mit Werkstätten und Schwimmdocks. Der Bauhafen ist vom Ausrüstungshafen über eine Einfahrt (→ Hafenkanal) zu erreichen, die von einer Klappbrücke, der Jachmannbrücke, überspannt wird. Er wird ausschließlich von der Marine genutzt. Das Marinearsenal verfügt über eine Anzahl von Werkstätten und ein Schwimmdock, das Schiffe bis 8000 Tonnen aufnehmen kann.

## Binnenhäfen
Die Binnenhäfen dienten ursprünglich größtenteils den Bedürfnissen der Marine. Heute bilden sie den Stadthafen mit Umschlaganlagen, Sportbootliegeplätzen, Werften, Reparaturbetrieben und sonstigen Hafendienstleistern.

### Nordhafen

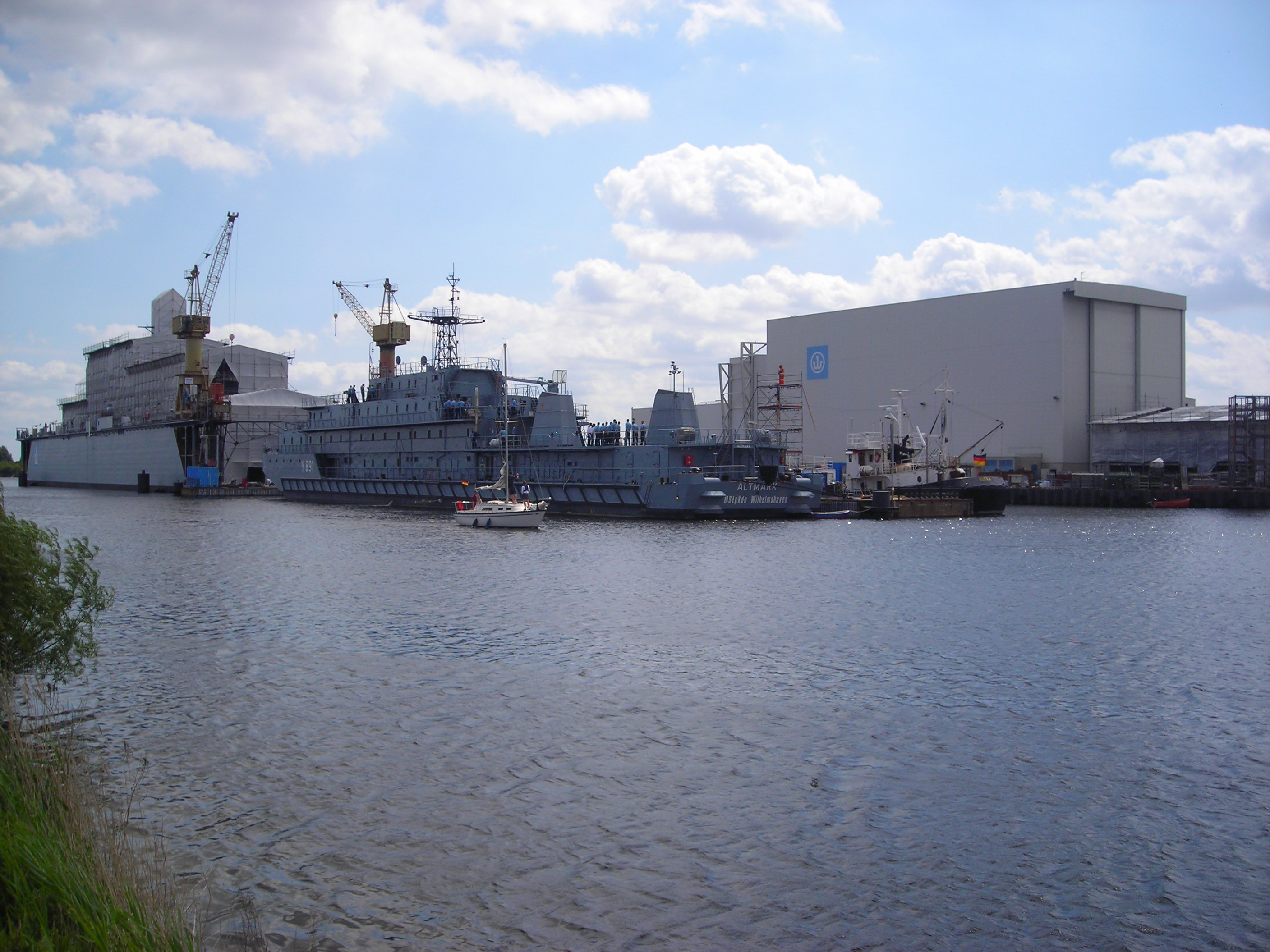
Die Neue Jadewerft am Hafenbecken des ehemaligen Docks VIII

Der Nordhafen entstand im Zuge des 3. Bauabschnitts ab 1898 und wurde während des 4. Bauabschnitts erweitert (→ Nordwerft). Er liegt unmittelbar südlich der IV. Einfahrt. Nach dem Zweiten Weltkrieg wurde der Nordhafen größtenteils zerstört und blieb bis in die 1970er Jahre weitgehend ungenutzt. Erst nach Jahren begannen die Enttrümmerung und der Aufbau neuer Hafeneinrichtungen. Dabei wurde das ehemalige Dock VIII zu einem Seitenbecken ausgebaut, an dem seit den 1980er Jahren die Neue Jadewerft als einzige größere Werft Wilhelmshavens angesiedelt ist.
Die zur chinesischen Hantong-Gruppe gehörende Firma Jade Werke GmbH beabsichtigte, am Nordhafen eine Fertigungsanlage für Fundamente von Windkraftanlagen zu errichten, die von dort an ihre Einsatzorte verschifft werden sollten. Mit dem Bau der Anlage zwischen der Neuen Jadewerft und dem Ausrüstungshafen sollte im August 2012 begonnen werden. Zuvor wurden zwei alte Bunkeranlagen auf dem Gelände abgebrochen. Im April 2014 beendete der chinesische Mutterkonzern das Projekt, weil sich die Bedingungen für den Bau von Offshore-Windkraftanlagen verschlechtert hatten.
Die an der Ostseite gelegene Innenkaje dient der Marine als Liegeplatz für große Versorgungsschiffe. Außerdem verfügt der Nordhafen über mehrere Kajen, Umschlageinrichtungen, Sportbootliegeplätze und zwei Dalbenliegeplätze für Auflieger.

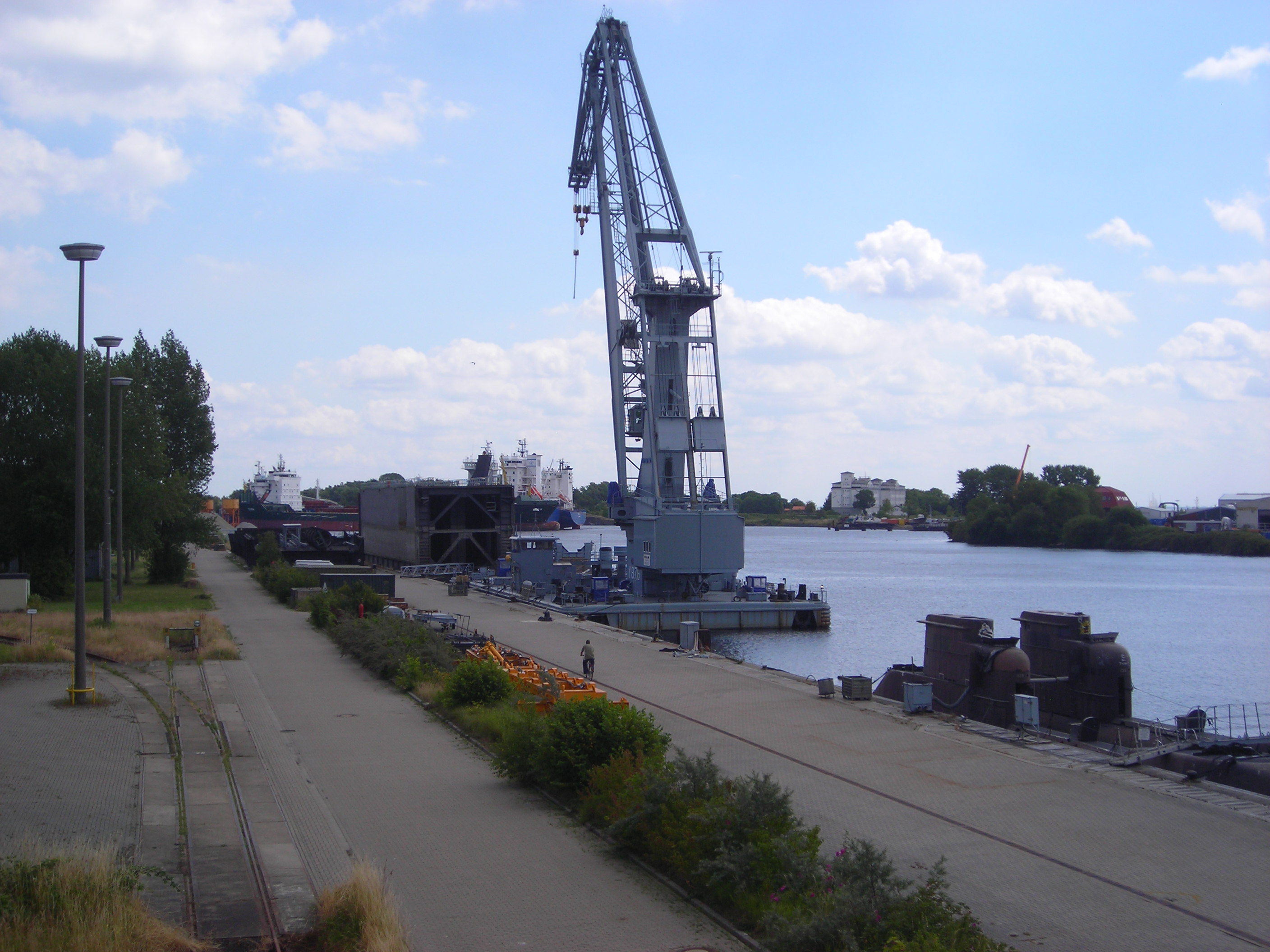
Blick über den Ausrüstungshafen: Im Vordergrund zwei außer Dienst gestellte U-Boote der Klasse 206 (U 26, U 28) und der Schwimmkran Griep des Marinearsenals. Hinter dem Kran liegt ein Reserveschleusentor der IV. Einfahrt an der Pier. Im Hintergrund einige wegen der Wirtschaftskrise aufgelegte Handelsschiffe an den Dalben.

### Ausrüstungshafen
Der Ausrüstungshafen entstand während des 1. Bauabschnitts als Hafenkanal zwischen der II. und III. Einfahrt und dem Bauhafen. Er bildet ein zentrales Hafenbecken zwischen dem Nordhafen im Norden, dem Bauhafen im Westen und weiteren Teilen des Binnenhafens im Südwesten. Der Ausrüstungshafen verfügt nur auf der Nordseite über eine vom Marinearsenal genutzte Kaianlagen, sonst nur über Liegeplätze an Dalben.

### Verbindungshafen

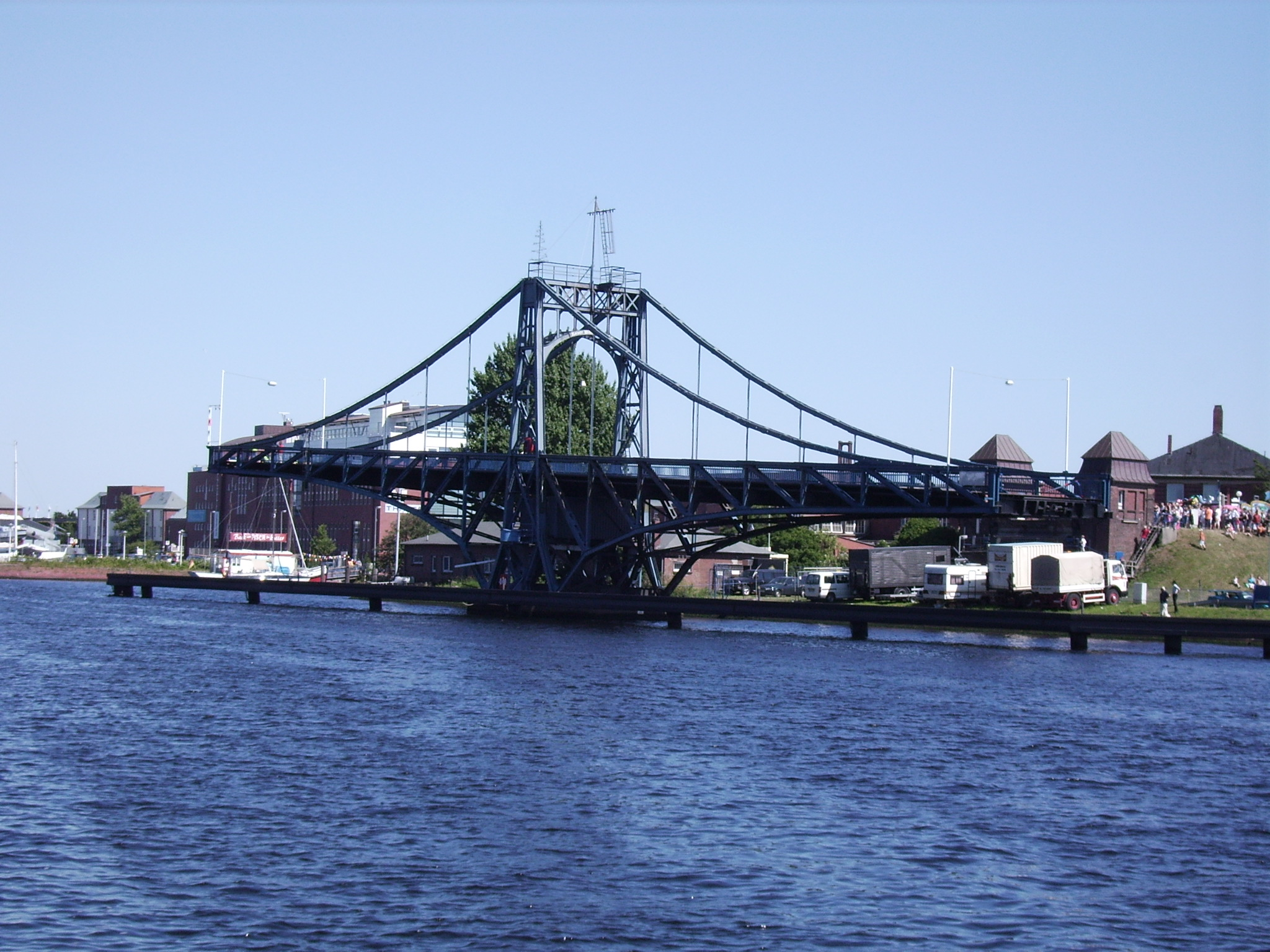
Die geöffnete Kaiser-Wilhelm-Brücke vom Großen Hafen aus gesehen

Der Verbindungshafen schließt sich im Südwesten an den Ausrüstungshafen an und verbindet ihn mit den im 3. Bauabschnitt entstanden Hafenanlagen. An seiner Nordwestseite bildet der Teil des ehemaligen Hafenkanals ein eigenes Hafenbecken. Dort befinden sich der Nordwestkai mit einer RoRo-Anlage und der an der Hafeninsel gelegene Nordostkai, der einem Reparaturbetrieb als Liegeplatz dient. Der Südwestkai ist eine allgemeine Umschlaganlage für Schiffe mit bis zu 10 Meter Tiefgang. Auf der Südseite des Verbindungshafens (s. a. Torpedowerft) liegt der Tonnenhof im Bereich der Ansteuerung zur ehemaligen I. Einfahrt. Westlich davon befindet sich das Deutsche Marinemuseum. Den westlichen Abschluss des Verbindungshafens bildet die Durchfahrt zum Großen Hafen, die von der Kaiser-Wilhelm-Brücke überspannt wird.

### Großer Hafen

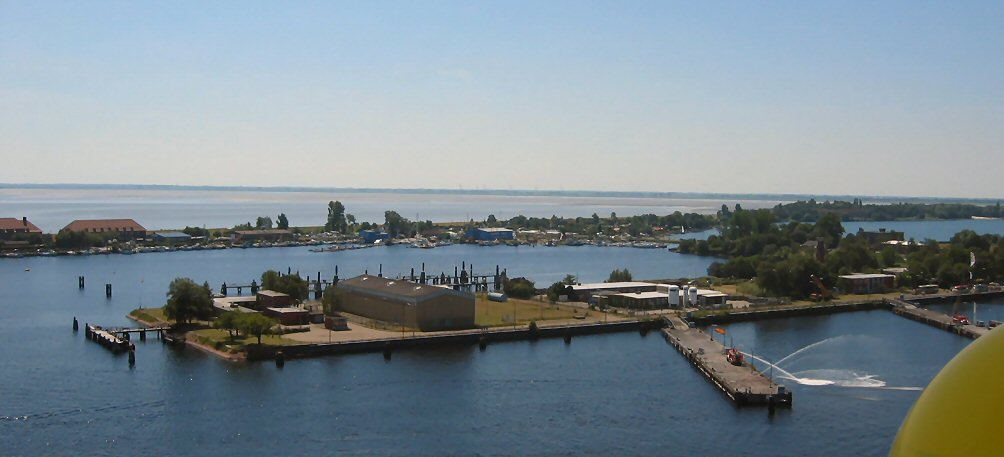
Blick über den Großen Hafen: Vorn die Wiesbadenbrücke, dahinter rechts der Grodendamm, der den Banter See abtrennt. Im Hintergrund der Jadebusen

Der Große Hafen schließt sich im Westen an den Verbindungshafen an. An seiner Südseite wird er durch den Fliegerdeich vom Jadebusen getrennt. In diesem Bereich befinden sich Sportbootliegeplätze. Im Südwesten verschließt der Grodendamm die Durchfahrt zu den ehemaligen Hafenteilen, die heute den Banter See bilden. Auf der nördlich davon gelegenen Wiesbadenbrücke sind Wohngebäude und die magnetische Messstelle der Marine angesiedelt. Im mittleren Teil des Hafenbeckens liegen die zu dieser Messstelle gehörenden Kabelschlaufen für die magnetische Vermessung und Behandlung von Kriegsschiffen.
An der Nordseite des Großen Hafens erstreckt sich der Bontekai, die Hafenpromenade Wilhelmshavens. Hier liegen Gastlieger und die Arcona, ein schwimmendes Hostel. Im Nordwesten, nördlich der Wiesbadenbrücke, mündet der Ems-Jade-Kanal in die Wilhelmshavener Häfen. Die ihn überspannende Deichbrücke ist die westliche Begrenzung des Großen Hafens.

### Handelshafen

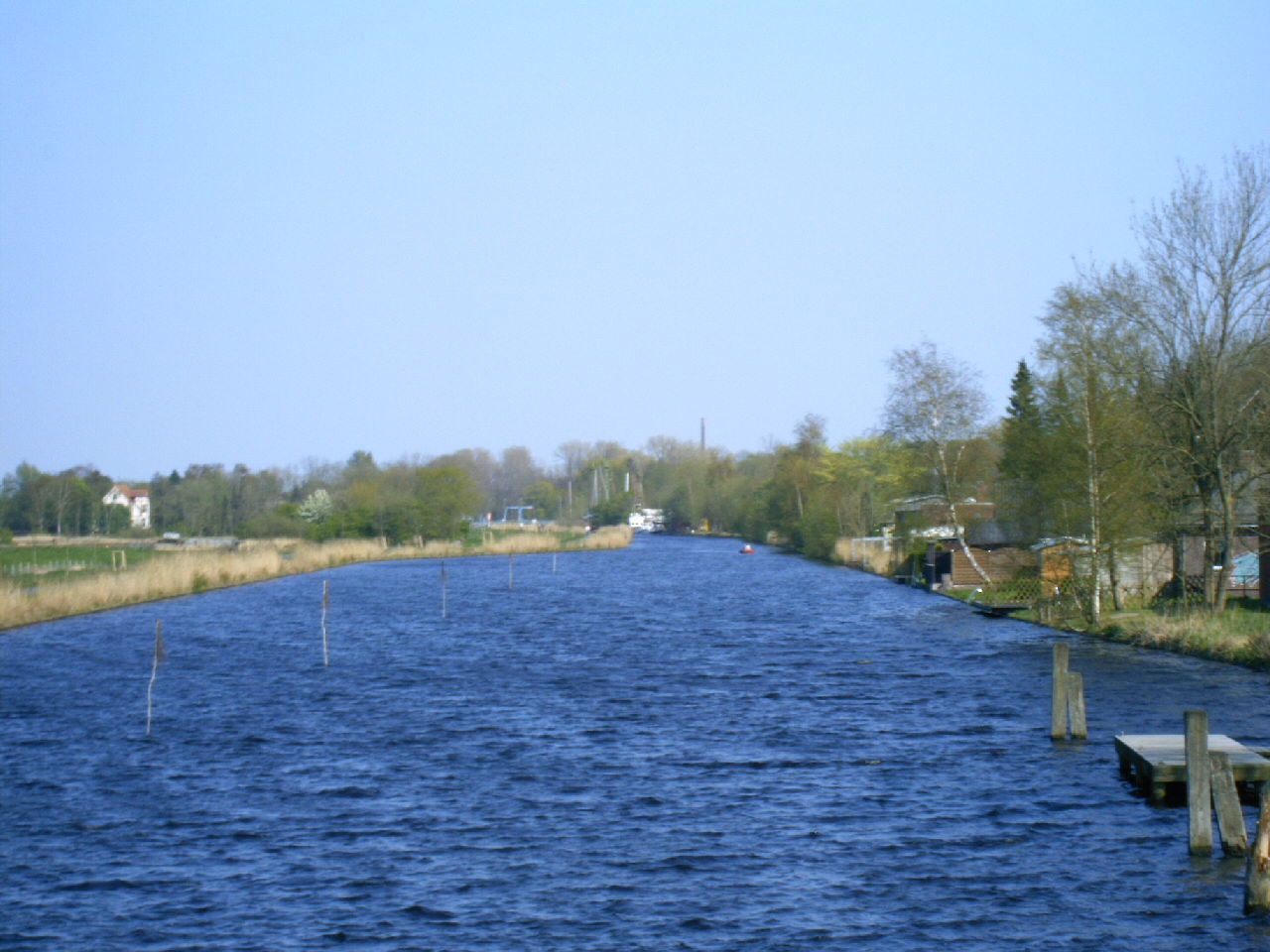
Der Ems-Jade-Kanal bei der Schleuse Mariensiel

Der Handelshafen liegt zwischen der Deichbrücke und der Rüstringer Brücke zu beiden Seiten des Ems-Jade-Kanals. Er entstand während des 2. Bauabschnitts und ist der älteste zivile Hafenteil. Am Handelshafen angesiedelt sind die Betriebe Interseroh Jade-Stahl, das MWB Motorenwerk Wilhelmshaven und zukünftig die Bootswerft Harbers.

### Kanalhafen
Der Kanalhafen entstand während des 3. Bauabschnitts durch eine Verbreiterung des Ems-Jade-Kanals. Er verfügt nur über Dalbenliegeplätze für gelegentliche Auflieger. Wirtschaftlich wird er nicht mehr genutzt. An seiner Westseite liegt die Schleuse Mariensiel, die den Zugang zum eigentlichen Ems-Jade-Kanal bildet.

## Verweise